# 天才てれびくん (1993年度-1998年度)
天才てれびくん（てんさいてれびくん）は、1993年4月5日から1999年4月2日までNHK教育テレビで放送されていたテレビ番組。

## 概要
『天才てれびくん』のテレビ番組第1作、放送開始1年目から6年目のシリーズにあたる。
番組の対象年齢は小学生。
1999年2月に最終回企画「天才てれびくん1000回記念」を放送。

## MC第1期

### 共通情報
- 放送期間：1993年4月5日 - 1996年4月5日
- 総合司会：ダチョウ俱楽部
- リポーター：ペコちゃん
- ナレーション：中村秀利
- 主題歌：タイムマシーンでいこう

### てれび戦士
1995年度の新人てれび戦士は1995年4月24日（第4週月曜日）加入。
| てれび戦士             | 1993    | 1994    | 1995    |
| ---------------------- | ------- | ------- | ------- |
| クリスティー・コーサル | 小学5年 | 小学6年 | 中学1年 |
| 須山彩                 | 小学5年 | 小学6年 | 中学1年 |
| 栗山祐哉               | 小学4年 | 小学5年 | 小学6年 |
| 清野努                 | 小学4年 | 小学5年 | 小学6年 |
| 小林一裕               | 小学3年 | 小学4年 | 小学5年 |
| 山口美沙               | 小学3年 | 小学4年 | 小学5年 |
| 中條慎太郎             | 小学2年 | 小学3年 | 小学4年 |
| 田原加奈子             | 小学2年 | 小学3年 | 小学4年 |
| ジェニファー・ハースト | 小学2年 | 小学3年 | 小学4年 |
| 小林三義               |         |         | 小学6年 |
| 漆野友美               |         |         | 小学6年 |
| 三星眞奈美             |         |         | 小学6年 |
| 阿部七絵               |         |         | 小学5年 |
| ウエンツ瑛士           |         |         | 小学4年 |
| 斉藤拓実               |         |         | 小学4年 |
| 渋谷桃子               |         |         | 小学3年 |
| 相ヶ瀬龍史             |         |         | 小学2年 |

### 1993年度
- 放送期間：1993年4月5日 - 1994年3月31日
- 放送時間：月曜 - 木曜 18:00 - 18:25（25分）
- 舞台設定：メディアタワー
- メインキャラクター：てっちゃん
- エンディングテーマ：You You You

コーナー
- 恐竜惑星
- ポコ・ア・ポコ
- TVパラダイス

特別番組
- 年忘れ特別総集編
- てれび戦士vsテレビ魔王

関連番組
- ミッキー&舞ちゃんの夢と魔法のクリスマス

### 1994年度
- 放送期間：1994年4月4日 - 1995年3月30日
- 放送時間：月曜 - 木曜 18:00 - 18:25（25分）
- 舞台設定：メディアステーション
- メインキャラクター：てっちゃん
- エンディングテーマ
  - You You You
  - がんばってダーリン!

|      | 主要コーナー         |
| ---- | -------------------- |
| 月曜 | ジーンダイバー       |
| 火曜 | ジーンダイバー       |
| 水曜 | ポコ・ア・ポコ       |
| 木曜 | T.T.K. DRAMA SPECIAL |

バラエティ
- TVパラダイス

特別番組
- 生放送だよ!天才てれびくん
- 年忘れ!天才てれびくん
- お正月だよ!天才てれびくん

### 1995年度
- 放送期間：1995年4月4日 - 1996年4月5日 [注 1]
- 放送時間：月曜 - 金曜 18:00 - 18:25（25分）
- 舞台設定：メディア砂漠
- メインキャラクター：玉三郎
- エンディングテーマ
  - がんばってダーリン!
  - ガンバレ!アインシュタイン

|      | 主要コーナー         |
| ---- | -------------------- |
| 月曜 | 天てれ月曜生放送     |
| 火曜 | アリス探偵局         |
| 水曜 | ミステリートラベラー |
| 木曜 | ポコ・ア・ポコ       |
| 金曜 | T.T.K. DRAMA SPECIAL |
| 金曜 | クイズ電脳バトラー   |

バラエティ
- 国盗りジパング
- ウ〜・ウォンテッド!
- 冒険!ジパング
- ハートがプルプル
- TV電話リレー
- TTK特派員報告
- ダチョウ倶楽部をぶっとばせ
- どうぶつビデオ日誌
- 利尻富士を征服せよ!

夏休み集中放送
- 恐竜惑星

特別番組
- クイズ・黄金の国ジパング
- 運動会だよ!天才てれびくん
- 年忘れ!天才てれびくん
- お正月だよ!天才てれびくん
- 決定!日本一!ポコ・ア・ポコ大賞

## MC第2期

### 共通情報
- 放送期間：1996年4月8日 - 1998年4月3日
- 放送時間：月曜 - 金曜 18:00 - 18:25（25分）
- 舞台設定：パラレルワールド
- 総合司会：キャイ〜ン
- リポーター：早瀬ちさと
- ナレーション：関俊彦

### 1996年度

#### 1996年度 基礎情報
- 放送期間：1996年4月8日 - 1997年4月4日
- メインキャラクター：てっちゃん
- 主題歌
  - 星を見上げて
  - キミはすてきさ!ベイビーメイビー
  - Super Kids Are Go!

#### 1996年度 てれび戦士
エンドクレジットの記載順は「姓名五十音」。
| てれび戦士             | 学年    |
| ---------------------- | ------- |
| 相ヶ瀬龍史             | 小学3年 |
| 饗場詩野               | 小学2年 |
| 阿部七絵               | 小学6年 |
| ジャスミン・アレン     | 小学5年 |
| 生田斗真               | 小学6年 |
| 伊東亮輔               | 小学5年 |
| ウェンツ・瑛士         | 小学5年 |
| 大塚清華               | 小学6年 |
| 栗山祐哉               | 中学1年 |
| 坂田慎一郎             | 小学5年 |
| 佐藤北斗               | 小学6年 |
| 篠原麻里               | 小学6年 |
| 鈴木愛可               | 中学1年 |
| 棚橋由希               | 小学4年 |
| ジェニファー・ペリマン | 小学6年 |
| 保里優紀               | 中学1年 |
| 前田亜季               | 小学5年 |

#### 1996年度 主要コーナー
| 曜日 | タイトル             |
| ---- | -------------------- |
| 月曜 | 天てれ月曜生放送     |
| 火曜 | アリス探偵局         |
| 水曜 | ゆけゆけジャーニーズ |
| 木曜 | ダ・ヴィンチの迷宮   |
| 金曜 | 電脳ウォーズQ        |

#### 1996年度 バラエティ
- ストロベリーパフェ
- どっか〜ん!新記録
- 突然!山手線ゲーム
- てれび戦士の挑戦
- 天てれスラムキング
- 先生おしえて
- TTK特派員報告
- 天てれディベート
- てれび戦士のそっくりさんを探せ!
- 北斗のGO!GO!フィッシング
- 料理対決
- 天てれ個人面談
- ことばの王国
- てれび戦士 in 宮古島

#### 1996年度 夏休み集中放送
- ジーンダイバー

#### 1996年度 特別番組
- クイズ・電脳コロシアム
- めざせスーパーキッズ!!天てれ運動王
- 年忘れ!天才てれびくん'96
- 風雲ドラQラ城
- 天てれ一座旗あげ公演

### 1997年度

#### 1997年度 基礎情報
- 放送期間：1997年4月8日 - 1998年4月3日 [注 1]
- メインキャラクター：てつまろ
- 主題歌
  - パリは恋の街
  - Be All Right!!
  - BANG BANG BANG

#### 1997年度 てれび戦士
エンドクレジットの記載順は「語順五十音」。
| てれび戦士             | 学年    |
| ---------------------- | ------- |
| 相ヶ瀬龍史             | 小学4年 |
| 饗場詩野               | 小学3年 |
| 阿部七絵               | 中学1年 |
| 生田斗真               | 中学1年 |
| 伊藤俊輔               | 小学5年 |
| 伊東亮輔               | 小学6年 |
| ウエンツ瑛士           | 小学6年 |
| 海道亮平               | 小学4年 |
| ジェニファー・ペリマン | 中学1年 |
| ジャスミン・アレン     | 小学6年 |
| 篠原麻里               | 中学1年 |
| 田中樹里               | 小学4年 |
| 棚橋由希               | 小学5年 |
| 橋田紘緒               | 小学4年 |
| 前田亜季               | 小学6年 |
| 松浦顕一郎             | 小学4年 |
| 松川佳以               | 小学5年 |

#### 1997年度 主要コーナー
| タイトル             | 曜日        |
| -------------------- | ----------- |
| 天てれ月曜生放送     | 月曜        |
| 救命戦士ナノセイバー | 火曜 - 木曜 |
| 妖怪すくらんぶる     | 火曜 - 木曜 |
| クイズ ウルティマX   | 金曜        |

#### 1997年度 バラエティ
- 振り付け戦士フリフリマン
- ヨッちゃん 斗真のギター全力投球!!
- 突然!山手線ゲーム
- 子連れ狼
- 挑戦!イトウブラザーズが行く!
- 笑わん殿下
- TTK特派員報告
- ことばの王国
- ドクター天野の通信簿研究所
- 3年B組天八先生
- 天てれサミット
- おしゃべりなベンチ
- 天てれ家庭訪問
- 真夏の大挑戦

#### 1997年度 特別番組
- 激突!!アマゾン帝国VSウドゾン王国
- めざせ!スーパーキッズ!!天てれ秋の大運動会
- 大みそかだよ!天才てれびくん
- 電脳西遊記
- 天才てれびくんスペシャル in 厚木

## MC第3期

### 1998年度 基礎情報
- 放送期間：1998年4月6日 - 1999年4月2日
- 放送時間：月曜 - 金曜 18:00 - 18:25（25分）
- 舞台設定：エエカゲンニ星
- 総合司会：山崎邦正、リサ・ステッグマイヤー
- メインキャラクター：TKくん
- ナレーション：関俊彦
- エンディングテーマ：君にクラクラ

### 1998年度 てれび戦士
エンドクレジットの記載順は「語順五十音」。
| てれび戦士             | 学年    |
| ---------------------- | ------- |
| 饗場詩野               | 小学4年 |
| 安藤奏                 | 小学4年 |
| 伊藤俊輔               | 小学6年 |
| ウエンツ瑛士           | 中学1年 |
| 海道亮平               | 小学5年 |
| 佐久間信子             | 小学4年 |
| ジェームス・マーティン | 小学5年 |
| ジャスミン・アレン     | 中学1年 |
| 田中樹里               | 小学5年 |
| 棚橋由希               | 小学6年 |
| ダーブロウ有紗         | 小学4年 |
| 中田あすみ             | 小学4年 |
| 橋田紘緒               | 小学5年 |
| 松浦顕一郎             | 小学5年 |
| 松川佳以               | 小学6年 |
| 山元竜一               | 小学3年 |

### 1998年度 主要コーナー
| タイトル               | 備考        |
| ---------------------- | ----------- |
| アリスSOS              | 月曜 - 木曜 |
| ザ・ゴーストカンパニー | 月曜 - 木曜 |
| 生2ゲームスタジオ      | 金曜生放送  |

### 1998年度 バラエティ
- ミュージックてれびくん
- TTKダンスプロジェクト
- TTK特派員報告
- ことばの王国
- FAX習字大賞
- メジャーリーグ
- 卓球一直線
- 海道がゆく
- GO!GO!てれび戦士
- 動物さんいらっしゃ〜い
- TTKインテリジェンス
- 黄金のたこ焼き
- 牧場へGO!
- 北海道大調査
- 天才てれびくん1000回記念

### 1998年度 特別番組
- ゲームバトル守れ!こどもの日（放送中止）
- 守れ!黄金の耳かき
- 大みそかだよ!天才てれびくん
- お正月だよ!天才てれびくん 正月って何だ てれび戦士全国大調査

## ストーリー

### 概要
ストーリーは連続性があるとされる。しかし、ストーリー連動のドラマパートがないため、各年度の初期設定からストーリーが進行することはない。そのため舞台設定や出演者の変更に伴うストーリーの急展開は年度末（総集編期間の2月から3月）に起きた出来事として新年度のプロローグで語られる。
共通設定として、てれび戦士はテレビ番組『天才てれびくん』の制作スタッフである。メインCGキャラクターはてれび戦士や総合司会より立場が上の番組最高責任者であり、てれび戦士が関わらないアニメやドラマのコーナーはメインCGキャラクターがプロデュースしたコーナーである。
裏設定として、番組の敵（テレゾンビ）は「テレビゲームに支配され、テレビ番組を映さなくなったテレビ受像機」であり、『天才てれびくん』を人気番組にすることでゲーム機からテレビを奪還するという目標が込められている。

### オープニングタイトル
1993年度
時は21世紀…人間とリモコンの言いなりになってきたテレビがついに反乱を起こした。ブラウン管がカンカンに怒り、カラーバー光線が人々を襲う。そんなメディアの戦場に今、9人のてれび戦士が立ち向かおうとしていた。
1994年度
時は21世紀…テレゾンビたちはついにメディアタワーを占拠した。地球は彼らの思うままに操られ、人々は生きる意欲を失った。てれび戦士たちはテレビを再び人間の手に取り戻し地球を救うため、宇宙へと飛びたった。
1995年度
時は21世紀…メディアステーションは突如、巨大なブラックホールにのみ込まれた。かろうじて脱出したてれび戦士たちは異次元の不思議な世界、メディア砂漠に迷い込んだ。そこで彼らは何もないメディアの砂漠に自分たちの街をつくることを決意した。
1998年度
エエカゲンニ星第3テレビ文明…その栄光を取り戻すため、てれび戦士たちが立ち上がった。

### あらすじ
1993年度
21世紀の地球。人間とリモコンの言いなりになっていたテレビが反乱を起こしてテレゾンビとなり、地球人を苦しめる。メディアタワーに集結した9人のてれび戦士は打倒テレゾンビを掲げ、先住者おあいこトリオやアンドロイド・プロデューサーてっちゃんと共に、面白い番組の放送を目指す。
1994年度
テレビ魔王率いるテレゾンビにメディアタワーを占拠されてしまい、地球はテレゾンビの支配下に堕ちた。宇宙へと逃れたてれび戦士たちは、地球の軌道上に建設されたメディアステーションを新たな拠点とし、地球を取り戻すための番組を放送を続ける。一方、クリスと「ポコ・ア・ポコ」出演者は間違えてメディアステーションの周りに浮かぶミュージック衛星に移住、他のてれび戦士と別行動となる。
1995年度
ブラックホールに吸い込まれていくメディアステーション。間一髪で脱出に成功したてれび戦士とおあいこトリオは、メディア砂漠に不時着する（1回目のワープ）。この不毛な土地を楽園にするべく、先住民と協力して理想の街を築き上げるため、先住民の小学生8人を新たなてれび戦士として仲間に加える。
1996年度
てれび戦士数名は突如パラレルワールドに迷い込んでしまう（2回目のワープ）。初代てれび戦士の栗山祐哉はてっちゃんと再会を果たし、「テレビより面白い物が存在する世界」であることを告げられる。てっちゃんが新たに選任したてれび戦士とキャイ〜ンが、テレビ復活を賭けた面白い番組作りを開始する。
1997年度
てっちゃんはてれび戦士の指揮権を息子の「てつまろ」に託して隠居する。
てっちゃんはロケットを開発して、まだ見ぬテレビ文明を調査しながら、地球に帰還する計画を立てていた。
1998年度
まだ見ぬテレビ文明を調査するため宇宙を旅するてれび戦士。旅の途中で6人を新人てれび戦士としてスカウトしていた。
やがて辿り着いたエエカゲンニ星は、テレビ文明が滅亡した星だった。てれび戦士はこの星の山崎邦正ディレクターとリサ王女と共に第3テレビ文明の復興を目指す。
10か月後「1000回記念」、てれび戦士の歴史を振り返り、テレゾンビとの最終決戦のため地球に向けて旅に出る。

### 登場人物

#### てれび戦士
小中学生で構成される「天才てれびくん」の主役。同世代の視聴者に向けて「みんながテレビでこういうことをやりたいというのを代わりにやる」を合言葉に番組制作に取り組む。
1993年度初代：テレゾンビに対する特殊な抵抗力を持つ地球人。
1995年度新人：メディア砂漠の先住民。
1996年度新人：パラレルワールドの先住民。
1997年度新人：パラレルワールド出身。
1998年度新人：エエカゲンニ星に到着するまでにスカウトされた宇宙人。

#### てっちゃん
- 声：中村哲志、千葉繁（編集で声を変えられている）

1993年度・1994年度・1996年度のメインCGキャラクター。初期の正式名称は「マシンパパ てっちゃん」。漢字表記は「哲ちゃん」。テレゾンビの反乱を鎮めるため自らアンドロイドとなった番組プロデューサー。昭和23年福岡生まれの元人間で、ギョロ目で両耳部分にネジのような物がついた人間の頭部といった外見。行方不明となっていた1995年度を除き、てれび戦士のメンバー選任に関わり、打倒テレゾンビを掲げ「面白い番組」を作り続ける。
1993年度：メディアタワーにてれび戦士を招集。テレビ番組「天才てれびくん」を開始する。
1994年度：新たな拠点メディアステーションを建設して地球を脱出。
1995年度：「夏スペシャル」北海道利尻島の利尻山に封印される。てれび戦士が登山に挑戦して救い出す。
1996年度：パラレルワールドで栗山祐哉と再会。メディア砂漠出身者、パラレルワールド先住民の中から新たにてれび戦士を選任。キャイ〜ンとともに番組作りを再開させる。
1997年度：息子の「てつまろ」を後継者に指名し、隠居。地球への帰還を模索し、ロケットを開発する。
1998年度：まだ見ぬテレビ文明を調査するため、新たなてれび戦士をスカウトしながら宇宙旅行。エエカゲンニ星に不時着する。
モデルは『天才てれびくん』初代チーフ・プロデューサー「中村哲志」で、実際にキャラクターの声も当てていた。番組出演者からは「CGキャラクターと同一人格」として扱われ、CGキャラクターと区別する際には「リアルてっちゃん」と呼ばれていた。

#### おあいこトリオ
- 演：ダチョウ倶楽部

1993年度・1994年度・1995年度の総合司会。
メディアタワーに隠れ住んでいた3人組。テレゾンビと対決するために集められたメンバーではないため、「てれび戦士vsテレビ魔王」ではてれび戦士を裏切る行為が描かれている。また年度ごとに衣装が替わっているのが特徴（ただし、1993年度は前期は体が無く頭部だけで後期でようやく首から下の体が付いた）。
1993年度初回では「ダチョウ倶楽部」として、本来の芸名で自己紹介。その後、てれび戦士が「素敵な名前」を付けることに、「おあいこトリオ」は須山彩、「グースケ」「チョッキー」「パータン」は田原加奈子が名付け親。
グースケ
- 演：寺門ジモン

1993年度：手は「グー」、前期の隠れ家および後期の下半身は「ドラム式洗濯機」で、体のそこかしこから洗濯物のかかった細い物干し竿が生えている。上半身は「ボクサーパンツ」。
1994年度：衣装は「虎」。
1995年度：衣装は「原始人」。
チョッキー
- 演：肥後克広

1993年度：手は「チョキ」、前期の隠れ家および後期の下半身は「ごみ箱」で様々なゴミが絡みついている。上半身は前期が「潜水艦」、後期が「壊れたブラウン管テレビ」。
1994年度：衣装は「海賊」、海賊帽に「チョキ」。
1995年度：衣装は「カウボーイ」。
パータン
- 演：上島竜兵

1993年度：手は「パー」、前期の隠れ家および後期の下半身は「インド風の壺」。上半身は「ターバンを巻いた人間」で体の至る所に人間の腕のような物が絡みついている。
1994年度：衣装は「力士」、化粧廻しに「パー」。
1995年度：衣装は「大黒天」。

#### テレゾンビ
1993年度・1994年度の敵対勢力。『天才てれびくんワイド』2002年度にも同種族が登場する。
テレゾンビ
人間の身体に憑依したテレビ。顔の部分がブラウン管テレビのテレゾンビは戦闘員で、カラーバー光線で人間を攻撃する。
テレビ魔王
- 演：デーブ・スペクター

テレゾンビの首領。
「てれび戦士vsテレビ魔王」（1994年1月1日 - 2日）：クリスを誘拐して結婚を迫る。
1994年度プロローグ（1994年4月4日）：小林一裕が寝ている間に奇襲を仕掛け、メディアタワーの乗っ取りを成功させる。

#### 玉三郎
- 声：梅津秀行

1995年度のメインCGキャラクター。
メディア砂漠の先住民。キノコのような体型で全身に水玉模様があり、頭部に細長く大きな両目とパラボラアンテナがついている。季節によって体の色が変化する。愛称は「玉ちゃん」、名付け親は田原加奈子。

#### キャイ〜ン
- 演：キャイ〜ン

1996年度・1997年度の総合司会。
パラレルワールドの先住民。子どもたちが集まる「クラブ」のオーナー（天野ひろゆき）と従業員（ウド鈴木）。

#### てつまろ
- 声：中尾隆聖

1997年度のメインCGキャラクター。
アンドロイドプロデューサーてっちゃんの息子。てっちゃんのことは「お父様」と呼ぶ。父親と違い胴体と手足があり、小学校低学年の子供のような容姿でランドセルを背負っている。また父親譲りのギョロ目が特徴。出身地（地球 or パラレルワールド）、形態（人間 or アンドロイド）ともに不明。

#### エエカゲンニ星 第3テレビ文明
エエカゲンニ星のテレビ局。王女がキャスターを務め、ディレクターが司会進行を補助する。
山崎邦正
- 演：山崎邦正（現：月亭方正）

1998年度の総合司会。
エエカゲンニ星 第3テレビ文明の敏腕ディレクター。本名は「ゴールデン・リトリバー・黒い犬はラブラドール・レトリバー・カワイイノー」略して「山崎邦正」。
リサ・ステッグマイヤー
- 演：リサ・ステッグマイヤー

1998年度の総合司会。
エエカゲンニ星の王女。本名は「メディア」略して「リサ」。
TKくん
- 声：千葉繁

1998年度のメインCGキャラクター。
エエカゲンニ星 第3テレビ文明の編成担当コンピューター。顔のデザインと名前の由来は「鉄仮面」および「タイムキーパー」で、頭部だけのような外見。
「天才てれびくん10周年スペシャル」におけるVJ表記は「TK(PROTOTYPE)」。

### 用語

#### 地球
テレゾンビの誕生により、テレビ文化が廃れた惑星。
時代設定は21世紀。1994年度の「ポコ・ア・ポコ」では現代で音楽を学ぶ20年後にクリスの父親となる人物が登場することから、32年後の未来、番組初年の1993年で2025年と推測される。

#### メディアタワー
1993年度の舞台設定。
地球にある巨大なテレビ局。「面白い番組」を制作・放送する最後の砦。
1993年度：てれび戦士の本拠地。「恐竜惑星」や「ポコ・ア・ポコ」もメディアタワーの施設内で制作されているテレビ番組となっている。
1994年度：テレゾンビに占拠される。メディアステーションとメディアタワーは最新技術で「直結」しており、電波ジャックや地球への出入りが容易にできる。

#### メディアステーション
1994年度の舞台設定。
地球の軌道上にある宇宙ステーション。テレビ局の設備と長期滞在可能な居住エリアがある。
1994年度：てれび戦士の本拠地。周辺に「ポコ・ア・ポコ」出演者が間違えて移住したミュージック衛星がある。
1995年度：メディアステーションごとブラックホールに飲み込まれ、メディア砂漠にワープする。その後、メディア砂漠に不時着した（砂漠に埋もれた）状態で放置される。
『天才てれびくんワイド』2002年度で再登場するが、ストーリーとしては矛盾点がある。

#### メディア砂漠
1995年度の舞台設定。
異次元の不思議な世界、何もないメディアの砂漠。
VIRTUAL TOWN
メディア砂漠にある空中都市。おあいこトリオとてれび戦士が自分たちの理想の街を作るための本拠地。
テレビ局、寺院、公園「MEDIA PARK」、ボウリング場「TENSAI-BOWL」が主に使われ、映画館やレストランもある。

#### パラレルワールド
1996年度・1997年度の舞台設定。
キャイ〜ンが住んでいる地球によく似た惑星。

#### 地球帰還ロケット
パラレルワールドから地球に帰還するために開発したロケット。
1998年度のオープニングタイトルに登場。機体には「天才てれびくん」の文字が描かれている。エエカゲンニ星に不時着して航行不能に。

#### エエカゲンニ星
1998年度の舞台設定。
テレビ文化が廃れた惑星。王女がキャスターを務めるテレビ局がある。

## スタッフ
- 構成 - 小山薫堂（1993年度）、内海邦一（1998年度）、中井まろやか（1998年度）
- 音楽 - タケカワユキヒデ、大森俊之（1995年）
- 美術 - 坂本信人（1995年）
- 作画 - 髙橋英吉、西野理恵（1995年）
- 編集 - 村上安弘（?）
- 撮影 - 久保村正樹（1995年）、上野経志（?）
- 照明 - 島村徹（?）
- 映像効果 - 鈴木総一郎（1996年度）、高橋優一（1996年度）、金子哲也（1996年度）、田畑英之（1998年度）、中田一則（1998年度）、赤沼直彦（1998年）
- 音響効果 - 金丸孝彦（1995年）
- 衣装デザイン - 宮下由子
- CG制作 - 田中秀幸 、岡野誠（1993年度 - 1994年度）、小倉剛（1993年度 - 1994年度）、坂本岳裕（1993年度 - 1994年度）、新崎晴久（1993年度 - 1994年度）、田中光昭（1993年度 - 1994年度）、富樫真（1993年度 - 1996年度）、松野美茂（1993年度）、石田英範（1995年度 - 1998年度）、出久根功一（1995年度）、岡本道文（1995年度）、松本卓也（1995年度 - 1998年度）、赤坂朋弘（1995年度）、佐藤円、安藤知也（1995年度）、五十嵐透（1995年度 - 1996年度）、飯田由紀江（1996年度）、伊原玄一（1997年度 - 1998年度）、小川栄視（1998年度）、高森秀明（1998年度）
- ディレクター - 杉江義浩（1993年度）、吉國勲（1993年度）、山田淳（1993年度 - ）、中村憲由（1995年）
- 制作統括 - 中村哲志
- 制作協力 - 東京ビデオセンター
- 制作・著作 - NHK
- NHK制作担当 - ファミリー番組部

## 主題歌

### タイムマシーンでいこう
1993年度・1994年度・1995年度オープニングテーマ。
タイムマシーンでいこう
- 歌：すかんち
- 作詞・作曲：ローリー寺西
- 編曲：すかんち
- 放送尺：1分00秒
- 備考
映像は各年度で異なり、冒頭ではストーリー説明としてナレーションと共に戦後の日本などの写真にそれとは無関係な写真やテレゾンビなどのCG、出演者の写真などをコラージュしたモノクロ画像をサブリミナル効果のように矢継ぎ早に流していた。

音楽商品
- 1993年6月21日「You You You」

### You You You
1993年度・1994年度前期エンディングテーマ。
You You You
- 歌：すかんち
- 作詞・作曲：ローリー寺西
- 編曲：すかんち

#### 1993年度
- バージョン
  - 通常版
  - 「恐竜惑星」総集編

#### 1994年度
- バージョン
  - 通常版
  - 「ジーンダイバー」プグラシュティク編 総集編：1分10秒

#### シングル
- 規格：8cmCD
- 発売日：1993年6月21日
- レーベル：Sony Records
- 規格品番：SRDL-3665
- EANコード：JAN 4988009366517

| #  | タイトル                   | 作詞 | 作曲・編曲 | 時間 |
| -- | -------------------------- | ---- | ---------- | ---- |
| 1. | 「You You You」            |      |            | 5:02 |
| 2. | 「タイムマシーンでいこう」 |      |            | 3:47 |

### がんばってダーリン!
1994年度後期・1995年度前期エンディングテーマ。
がんばってダーリン!
- 作詞：森雪之丞
- 作曲：タケカワユキヒデ
- 編曲：白井良明

#### 1994年度
- 歌：クリマカーユ
- バージョン
  - 通常版
  - 「ジーンダイバー」スネーカー編 総集編：1分10秒
  - 「ジーンダイバー」スネーカー編 最終回：3分35秒

#### 1995年度
- 歌：てれび戦士（初代9人）

#### シングル
- 規格：8cmCD
- 発売日：1994年9月10日
- 発行：NHKソフトウェア
- 発売：ポリドール
- レーベル：Polydor
- 規格品番：PODH-1223
- EANコード：JAN 4988005146526

| #  | タイトル                          | 作詞 | 作曲・編曲 | アーティスト         |
| -- | --------------------------------- | ---- | ---------- | -------------------- |
| 1. | 「がんばってダーリン!」           |      |            | クリマカーユ         |
| 2. | 「ハートでジャム・JAM・ジャーム」 |      |            | クリマカーユ         |
| 3. | 「がんばってダーリン!」           |      |            | オリジナル・カラオケ |
| 4. | 「ハートでジャム・JAM・ジャーム」 |      |            | オリジナル・カラオケ |

### ガンバレ!アインシュタイン
1995年度後期エンディングテーマ。
ガンバレ!アインシュタイン
- 作詞：秋元康
- 作曲・編曲：岩崎文紀

#### オリジナル
- 歌：ダチョウ倶楽部 with てれび戦士
- バージョン
  - 通常版
  - レコーディング：3分55秒
- 備考
通常版の映像には新人8人も登場しているが、初代9人のみが歌唱。

#### 特別版
- 歌：てれび戦士 with 玉三郎
- 放送尺：3分45秒
- 備考
1995年度の新人8人も歌唱しているがダチョウ俱楽部とクリスは不参加。

#### シングル
- 規格：8cmCD
- 発売日：1995年9月6日
- レーベル：BMGビクター
- 規格品番：BVDR-1054
- EANコード：JAN 4988017109946

| #  | タイトル                      | 作詞 | 作曲・編曲 | アーティスト                   |
| -- | ----------------------------- | ---- | ---------- | ------------------------------ |
| 1. | 「ガンバレ!アインシュタイン」 |      |            | ダチョウ倶楽部 with てれび戦士 |
| 2. | 「大人になれるかな?」         |      |            | クリス&ダチョウ倶楽部          |
| 3. | 「ガンバレ!アインシュタイン」 |      |            | オリジナルカラオケ             |
| 4. | 「大人になれるかな?」         |      |            | オリジナルカラオケ             |

### 星を見上げて
1996年度オープニングテーマ。
星を見上げて
- 歌：SWITCH
- 作詞：森雪之丞
- 作曲：Gen
- 編曲：野崎貴郎
- 放送尺：1分00秒
- 備考
映像は全国各地の観光地や名所にダンスを踊るロボットのCG（踊りにはモーションキャプチャーを取り入れた）を合成したもの。冒頭では戦後の日本のフィルム映像が多数使われている。

シングル
- 規格：8cmCD
- 発売日：1996年6月26日
- レーベル：キティ
- 規格品番：KTDR-2160
- EANコード：JAN 4988031013809

### キミはすてきさ!ベイビーメイビー
1996年度前期エンディングテーマ。
キミはすてきさ!ベイビーメイビー
- 歌：てれび戦士&キャイ〜ン
- 作詞・作曲：タケカワユキヒデ

### Super Kids Are Go!
1996年度後期エンディングテーマ。
Super Kids Are Go!
- 歌：ストロベリーパフェ
- 作詞：ストロベリーパフェ
- 作詞・作曲・編曲：王様

### パリは恋の街
1997年度オープニングテーマ。
パリは恋の街
- 歌・作詞・作曲・編曲：TT.Charlie
立川俊之、小牟田聡
- 放送尺：1分05秒
- 備考
オープニング映像には「てれび戦士」および「救命戦士ナノセイバー」「妖怪すくらんぶる」の出演者、合わせて23人の小中学生が登場している。また、ポケモンショックの事件を受けて3学期の放送ではタイトルロゴが出る場面とサビ前の場面で用いていた点滅シーンに修正が加えられた。

シングル
- 規格：8cmCD
- 発売日：1997年5月8日
- レーベル：meldac
- 規格品番：MEDV-11101
- EANコード：JAN 4988030011561

### Be All Right!!
1997年度前期エンディングテーマ。
Be All Right!!
- 歌：河相我聞
- 作詞・作曲：広野鈴依
- 編曲：桑島幻矢
- 最大放送尺：1分20秒

シングル
- 規格：8cmCD
- 発売日：1997年6月25日
- レーベル：WEA Japan
- 規格品番：WPD6-9132
- EANコード：JAN 4943674913220

### BANG BANG BANG
1997年度後期エンディングテーマ。
BANG BANG BANG
- 歌：キャイ〜ン with てれび戦士
- 作詞：サンプラザ中野
- 作曲・編曲：パッパラー河合
- 最大放送尺：1分38秒
- 備考
TV版とCD版ではBメロなど一部ボーカルが異なっており、TV版はてれび戦士のボーカルが使われているのに対して、CD版は全てキャイ〜ンのボーカルのみが使われている。てれび戦士のボーカルはAメロとサビでコーラスとして使われている程度。これはこの年度の一部戦士の所属事務所の肖像権に起因するもので、ジャケットにも当該戦士のみ顔写真が掲載されていない。

シングル
- 規格：8cmCD
- 発売日：1997年12月10日
- レーベル：東芝EMI/TM FACTORY
- 規格品番：TODT-5086
- EANコード：JAN 4988006147539

| #  | タイトル                                   | 作詞 | 作曲・編曲 |
| -- | ------------------------------------------ | ---- | ---------- |
| 1. | 「BANG BANG BANG」                         |      |            |
| 2. | 「BANG BANG BANG（オリジナル・カラオケ）」 |      |            |

### 君にクラクラ
1998年度エンディングテーマ。
君にクラクラ
- 歌：てれび戦士 with 山崎邦正&リサ・ステッグマイヤー
- 作詞：吉田一休・ナカジマノブ
- 作曲：ナカジマノブ
- 編曲：ドミンゴス・池谷明広

シングル
- 規格：8cmCD
- 発売日：1998年7月18日
- レーベル：コロムビアレコード
- 規格品番：CODA-1586
- EANコード：JAN 4988001202493

| #  | タイトル                                    | 作詞 | 作曲・編曲 | 時間 |
| -- | ------------------------------------------- | ---- | ---------- | ---- |
| 1. | 「君にクラクラ（番組バージョン）」          |      |            | 4:25 |
| 2. | 「君にクラクラ（ドミンゴスバージョン）」    |      |            | 4:21 |
| 3. | 「君にクラクラ（番組バージョン カラオケ）」 |      |            | 4:25 |

## TVパラダイス 1993年度
| 年度別 | 1993 - 1994 |

『天才てれびくん』1993年度のバラエティパート。

### 1993年度 企画解説
- この人に会いたい
ゲストの仕事場にてれび戦士が訪ねるVTR企画。
- プロフェッショナルへの道
てれび戦士が様々な職業に体当たりで挑むコーナー。
- 私の愛を受けとめて
視聴者同士のカップルを誕生させる小学生版ねるとん。司会進行は須山彩（キューピッド・須山）。
- 天才てれびくんから急に電話がかかってきてもみんなびっくりしないでやさしくお話してねのコーナー
お便りをくれた視聴者におあいこトリオが突然電話、てれび戦士たちと電話トーク。
- ジェニファーはご機嫌ななめ
ジェニファー・ハーストが街の人に英語で話しかけ反応をうかがう。
- ゆけゆけデンジャラス!
デンジャラスがお便りをくれた視聴者の元にロケへ出る。
- 炎の転校生
木曜日放送。レポーターのペコちゃんが全国の転校生を繋いで各地でロケを。ビデオレターを届ける。
NHK放送センターに最も近い小学校である東京都の渋谷区立大向小学校からスタート。
- アタックくん
木曜日放送。一般小学生参加のゲームコーナー。競技種目は「コンパス11（11人12脚）」。
- 紅白への道
大晦日のNHK紅白歌合戦に出演するため、てれび戦士がPR活動を展開。1993年の『第44回NHK紅白歌合戦』に出演を果たす。

### 1993年度 放送日程
| 1993年        | 内容 | 脚注               |
| ------------- | --- | ------------------ |
| 04月05日 月曜 | プロローグ・自己紹介 | [ * 1 ]            |
| 04月06日 火曜 | TVこども白書「てれび戦士9人 顔写真で人気投票」 | [ * 2 ]            |
| 04月07日 水曜 | この人に会いたい特別編「天才てれびくんPR作戦」 『進め!電波少年』に乗り込み、番組宣伝を申し込む。 | [ * 3 ]            |
| 04月08日 木曜 | - 炎の転校生「東京都 渋谷区立大向小学校」 - アタックくん「東京都 渋谷区立山谷小学校」 | [ * 4 ]            |
| 04月12日 月曜 | 私の愛を受けとめて | [ * 5 ]            |
| 04月13日 火曜 | TVこども白書「好きな先生、嫌いな先生」 | [ * 6 ]            |
| 04月14日 水曜 | 大人の現場を見てみよう「エステティックサロン」小林一裕 | [ * 7 ]            |
| 04月15日 木曜 | - 炎の転校生「宮崎県 宮崎市立西池小学校」 - アタックくん「東京都 代々木子供会」 | [ * 8 ]            |
| 04月19日 月曜 | プロフェッショナルへの道「鴨川シーワールド」栗山祐哉 イルカの調教に挑戦（前編・後編） | [ * 9 ]            |
| 04月20日 火曜 | プロフェッショナルへの道「鴨川シーワールド」栗山祐哉 イルカの調教に挑戦（前編・後編） | [ * 10 ]           |
| 04月21日 水曜 | TVこども白書「好きなタレント、嫌いなタレント」 | [ * 11 ]           |
| 04月22日 木曜 | - 炎の転校生「神奈川県 藤沢市立本町小学校」 - アタックくん「東京都 渋谷区立幡代小学校」 | [ * 12 ]           |
| 05月03日 月曜 | 私の愛を受けとめて「東京都 浅草花やしき」 | [ * 13 ]           |
| 05月04日 火曜 | ジェニファーはご機嫌ななめ「ピーピー（おしっこ）」 | [ * 14 ]           |
| 05月05日 水曜 | 天才てれびくんPR大作戦「東京都 原宿・竹下通り」 | [ * 15 ]           |
| 05月06日 木曜 | 炎の転校生「大阪府 枚方市立牧野小学校」 | [ * 16 ]           |
| 05月10日 月曜 | 私の愛を受けとめて「東京都 葛西臨海水族園」 | [ * 17 ]           |
| 05月11日 火曜 | 大人の現場を見てみよう「ディスコ」 | [ * 18 ]           |
| 05月12日 水曜 | 番組の運命を占い師にみてもらう | [ * 19 ]           |
| 05月13日 木曜 | 炎の転校生「滋賀県大津市」 | [ * 20 ]           |
| 05月17日 月曜 | チャレンジシリーズ 小林一裕、山口美沙 千葉県野田市の忍者道場に入門 | [ * 21 ]           |
| 05月18日 火曜 | チャレンジシリーズ 田原加奈子 製菓学校でケーキ作りに挑戦 | [ * 22 ]           |
| 05月19日 水曜 | チャレンジシリーズ 栗山祐哉、中條慎太郎、寺門ジモン 東京都芝公園でロッククライミングに挑戦 | [ * 23 ]           |
| 05月20日 木曜 | 炎の転校生「滋賀県 長浜市立長浜北小学校」 | [ * 24 ]           |
| 05月24日 月曜 | TVこども白書「NHKを食べ物にたとえたら?」 | [ * 25 ]           |
| 05月25日 火曜 | 大人の現場を見てみよう「ボクシング」栗山祐哉、中條慎太郎 | [ * 26 ]           |
| 05月26日 水曜 | 私の愛を受けとめて「東京都 葛西臨海水族園」 | [ * 27 ]           |
| 05月27日 木曜 | 炎の転校生「滋賀県 大津市立膳所小学校」 | [ * 28 ]           |
| 06月07日 月曜 | 小林一裕らてれび戦士3人が新企画を考える | [ * 29 ]           |
| 06月08日 火曜 | 栗山祐哉と中條慎太郎がバーチャルリアリティを体験 | [ * 30 ]           |
| 06月09日 水曜 | TVこども白書「現代人のヒーローは誰?」 | [ * 31 ]           |
| 06月10日 木曜 | この人に会いたい特別編 ダチョウ倶楽部が岡山県の視聴者を訪ねる | [ * 32 ]           |
| 06月14日 月曜 | 伝言ゲーム | [ * 33 ]           |
| 06月15日 火曜 | 栗山祐哉と中條慎太郎がジャグリングに挑戦 | [ * 34 ]           |
| 06月16日 水曜 | 私の愛を受けとめて「東京都 若洲海浜公園」 | [ * 35 ]           |
| 06月17日 木曜 | 炎の転校生「兵庫県 小野市立小野東小学校」 | [ * 36 ]           |
| 06月21日 月曜 | 世界の食卓「タンザニア」小林一裕、田原加奈子 | [ * 37 ]           |
| 06月22日 火曜 | バーチャルキッチン / 栗山祐哉 | [ * 38 ]           |
| 06月23日 水曜 | プロフェッショナルへの道「エレベーターガール」山口美沙 | [ * 39 ]           |
| 06月24日 木曜 | 炎の転校生「兵庫県 小野市立小野東小学校」 | [ * 40 ]           |
| 06月28日 月曜 | 恐怖のバトルコーナー「栗山祐哉の一日サーカス団員」 | [ * 41 ]           |
| 06月29日 火曜 | | [ * 42 ]           |
| 06月30日 水曜 | ジェニファーのかしとくんなはれ「花屋」 | [ * 43 ]           |
| 07月01日 木曜 | 炎の転校生「愛知県 名古屋市立児玉小学校」 | [ * 44 ]           |
| 07月05日 月曜 | 清野努のパントマイム入門 | [ * 45 ]           |
| 07月06日 火曜 | 世界の食卓「ベトナム」小林一裕、田原加奈子 | [ * 46 ]           |
| 07月07日 水曜 | フリーマーケットでSHOPPING / 栗山祐哉、中條慎太郎 | [ * 47 ]           |
| 07月08日 木曜 | 炎の転校生「静岡県 袋井市立袋井南小学校」 | [ * 48 ]           |
| 07月12日 月曜 | プロフェッショナルへの道「犬の美容師」山口美沙 | [ * 49 ]           |
| 07月13日 火曜 | ドクター・中松に天才道を学ぶ | [ * 50 ]           |
| 07月14日 水曜 | 私の愛を受けとめて「東京都奥多摩町 キャンプ場」 | [ * 51 ]           |
| 07月15日 木曜 | 炎の転校生「静岡県 焼津市立大井川西小学校」 | [ * 52 ]           |
| 1993年        | 内容 | 脚注               |
| 09月13日 月曜 | 新コーナー紹介 ペコちゃん、デンジャラス | [ * 53 ]           |
| 09月14日 火曜 | ゆけゆけデンジャラス!「北海道旭川市でカッパ探し」 | [ * 54 ]           |
| 09月15日 水曜 | ファッションショーに挑戦 - ジェニファー・ハースト出演のショーに山口美沙が突撃 - スタジオトーク「美しい歩き方（講師：永井レイ）」 | [ * 55 ]           |
| 09月16日 木曜 | - 炎の転校生「静岡県 藤枝市立藤岡小学校」 - 電話コーナー「清野努ファンの小学6年女子」 | [ * 56 ]           |
| 09月20日 月曜 | - ゆけゆけデンジャラス!「野球 リトルリーグの速球王」 江戸川南リトルシニアの江刺徳男と松坂大輔が出演 - 電話コーナー「孫と視聴している60歳女性」 | [ * 57 ]           |
| 09月21日 火曜 | - プロフェッショナルへの道「チンドン屋」田原加奈子 - おたよりコーナー「てれび戦士の恋愛事情」 | [ * 58 ]           |
| 09月22日 水曜 | - プロフェッショナルへの道「紙芝居」小林一裕 指導：永田為春 - 電話コーナー「入院していた小学1年女子」 | [ * 59 ]           |
| 09月23日 木曜 | 炎の転校生「静岡県 吉田町立自彊小学校」 | [ * 60 ]           |
| 09月27日 月曜 | 田舎暮らしがしてみたい 第1回 | [ * 61 ]           |
| 09月28日 火曜 | 田舎暮らしがしてみたい 第2回 | [ * 62 ]           |
| 09月29日 水曜 | 田舎暮らしがしてみたい 第3回 | [ * 63 ]           |
| 09月30日 木曜 | | [ * 64 ]           |
| 10月04日 月曜 | 浅草で外国人に日本を紹介 | [ * 65 ]           |
| 10月05日 火曜 | - けん玉大会決勝戦「○小林一裕vs田原加奈子●」 - 天才てれびくん札幌支部を作れ | [ * 66 ]           |
| 10月06日 水曜 | ラッキィ池田とダンスを踊る | [ * 67 ]           |
| 10月07日 木曜 | - 炎の転校生「静岡県 藤枝市立青島小学校」 - 電話コーナー「グースケと栗山祐哉が好きな女子」 | [ * 68 ]           |
| 10月18日 月曜 | ゆけゆけデンジャラス!「バスケットボール」 | [ * 69 ]           |
| 10月19日 火曜 | 栗山祐哉が超能力に挑戦 | [ * 70 ]           |
| 10月20日 水曜 | 小林一裕と中條慎太郎がカヌーに挑戦 | [ * 71 ]           |
| 10月21日 木曜 | 炎の転校生「茨城県 鹿島町立三笠小学校」 | [ * 72 ]           |
| 10月25日 月曜 | 栗山祐哉と清野努がレーシングカートに挑戦 | [ * 73 ]           |
| 10月26日 火曜 | プロフェッショナルへの道「バスガイド」須山彩 | [ * 74 ]           |
| 10月27日 水曜 | 女子プロレスラーの工藤めぐみが技を実演 | [ * 75 ]           |
| 10月28日 木曜 | 炎の転校生「神奈川県 茅ヶ崎市立小和田小学校」 | [ * 76 ]           |
| 11月01日 月曜 | 栗山祐哉が探偵に挑戦 | [ * 77 ]           |
| 11月02日 火曜 | 中條慎太郎がビデオカメラの撮影に挑戦 | [ * 78 ]           |
| 11月03日 水曜 | ゲスト「ローリー寺西」 | [ * 79 ]           |
| 11月04日 木曜 | 炎の転校生 | [ * 80 ]           |
| 11月08日 月曜 | 清野努がバナナのたたき売りに挑戦! | [ * 81 ]           |
| 11月09日 火曜 | 電話コーナー「ウゴウゴルーガ」VS「天才てれびくん」 | [ * 82 ]           |
| 11月10日 水曜 | ゆけゆけデンジャラス!「わんぱく相撲」 | [ * 83 ]           |
| 11月11日 木曜 | 炎の転校生 | [ * 84 ]           |
| 11月22日 月曜 | 男女別チーム対抗ゲーム 前編 | [ * 85 ]           |
| 11月23日 火曜 | 男女別チーム対抗ゲーム 後編 敗者が罰ゲームに挑戦 | [ * 86 ]           |
| 11月24日 水曜 | ゲスト「松崎しげる」 | [ * 87 ]           |
| 11月25日 木曜 | 炎の転校生 | [ * 88 ]           |
| 11月29日 月曜 | 須山彩がガラス工芸に挑戦 | [ * 89 ]           |
| 11月30日 火曜 | ドクター・中松が珍発明品を紹介 | [ * 90 ]           |
| 12月01日 水曜 | ribbonの芸能界入門 3人が体験談を語る | [ * 91 ]           |
| 12月02日 木曜 | 炎の転校生 | [ * 92 ]           |
| 12月06日 月曜 | 木の絵を描いて心理テスト | [ * 93 ]           |
| 12月07日 火曜 | 清野努が動物園の飼育係に挑戦 | [ * 94 ]           |
| 12月08日 水曜 | 山口美沙がアナウンサーに挑戦 | [ * 95 ]           |
| 12月09日 木曜 | 炎の転校生 | [ * 96 ]           |
| 12月13日 月曜 | 3Dが登場（12月16日まで4日連続） | [ * 97 ]           |
| 12月14日 火曜 | 小林一裕がアシスタントディレクターに挑戦 | [ * 98 ]           |
| 12月15日 水曜 | コロッケのものまね講座 | [ * 99 ]           |
| 12月16日 木曜 | 炎の転校生 | [ * 100 ]          |
| 12月22日 水曜 | 紅白への道（前編・後編） ※「恐竜惑星総集編」のエンディング枠で放送 | [ * 101 ]          |
| 12月23日 木曜 | 紅白への道（前編・後編） ※「恐竜惑星総集編」のエンディング枠で放送 | [ * 102 ]          |
| 12月27日 月曜 | 栗山祐哉が飴細工に挑戦 | [ * 103 ]          |
| 12月28日 火曜 | 山口美沙が漫画家の河方かおるに入門 | [ * 104 ]          |
| 12月29日 水曜 | 忘年会 梅垣義明が宴会芸を伝授 | [ * 105 ]          |
| 12月30日 木曜 | 炎の転校生 | [ * 106 ]          |
| 12月31日 金曜 | 18:00-19:00 年忘れ特別総集編 |                    |
| 1994年        | 内容 | 脚注               |
| 01月01日 土曜 | 18:30-19:00 てれび戦士vsテレビ魔王 前編 |                    |
| 01月02日 日曜 | 18:30-19:00 てれび戦士vsテレビ魔王 後編 |                    |
| 01月10日 月曜 | 嘉門達夫の関西弁講座 | [ * 107 ]          |
| 01月11日 火曜 | 田原加奈子が遊園地のスタッフに挑戦 | [ * 108 ]          |
| 01月12日 水曜 | - 清野努が植木職人に挑戦 - 清野努が宇宙飛行士に挑戦 | [ * 109 ]          |
| 01月13日 木曜 | 炎の転校生 | [ * 110 ]          |
| 01月17日 月曜 | 須山彩と山口美沙が占いへ | [ * 111 ]          |
| 01月18日 火曜 | L.L BROTHERSのダンス講座 | [ * 112 ]          |
| 01月19日 水曜 | 歩き方やファッションを変えて清野努の弟がダンディに変身 | [ * 113 ]          |
| 01月20日 木曜 | 炎の転校生 | [ * 114 ]          |
| 01月24日 月曜 | - 山口美沙が人形劇に挑戦 - 第44回NHK紅白歌合戦の出演報告会 | [ * 115 ]          |
| 01月25日 火曜 | - 栗山祐哉が建具屋に入門 - てれび戦士がオーディションの頃を振り返る | [ * 116 ]          |
| 01月26日 水曜 | この人に会いたい「平田実音」 | [ * 117 ]          |
| 01月27日 木曜 | 炎の転校生 | [ * 118 ]          |
| 01月31日 月曜 | ※「ポコ・ア・ポコ コンサート」放送のため休止 | [ * 119 ]          |
| 02月01日 火曜 | 今週でもうおしまいだよスペシャル - 栗山祐哉の釣り船入門 - 田原加奈子の革細工入門 ブックカバーを作る - 年間視聴率を振り返るダービーゲーム | [ 注 4 ] [ * 120 ] |
| 02月02日 水曜 | 今週でもうおしまいだよスペシャル - この人に会いたい「柴田亜美」清野努 - 中條慎太郎が手品師のゼンジー北京に入門 - 山口美沙が紙すきに挑戦 - 最優秀ゲスト賞「松崎しげる」                                                                            | [ 注 4 ] [ * 121 ] |
| 02月03日 木曜 | 今週でもうおしまいだよスペシャル - 炎の転校生 最終回スペシャル 「静岡県焼津市」 「全28回の総集編」 - 辛かったね大賞「クリスティー・コーサル」 ダンスの練習で足にトゲが5本 - 楽しかったね大賞「小林一裕」 「田舎暮らしがしてみたい」で食べまくった | [ 注 4 ] [ * 122 ] |

傑作選
1. 1993年09月08日 水曜 [275]
2. 1993年09月09日 木曜 [276]
3. 1994年01月06日 木曜 [277]
4. 1994年03月30日 水曜 [278]

## 田舎暮らしがしてみたい
1993年9月に放送。てれび戦士が長野県木曽福島町の民家に泊まり込み、山の暮らしを体験する。
第2回 1993年9月28日（火曜）放送
郷土料理「ほう葉巻」作りに挑戦。
第3回 1993年9月29日（水曜）放送
魚のつかみどりに挑戦。

## 年忘れ特別総集編
放送日時
1993年12月31日 金曜18:00 - 19:00 大晦日
内容
てれび戦士のNG＆傑作VTRを一挙公開。『天才てれびくん』の誕生秘話。中條慎太郎のツッコミ特集。栗山祐哉が本番中におならをした事件。ペコちゃんの「炎の転校生」苦労話。
出典

## てれび戦士vsテレビ魔王

### 概要
「お正月だよ!天才てれびくん」で放送された番組レギュラー総出演のCGセットドラマ。番組の初期設定であるてれび戦士とテレゾンビの戦いを描く。
- 出典：[282][283][284][285][280]

### 放送日時
初回放送
- 1994年1月1日 土曜18:30 - 19:00
- 1994年1月2日 日曜18:30 - 19:00

再放送
- 1994年9月7日 水曜18:00 - 18:30
- 1994年9月8日 木曜18:00 - 18:30

### あらすじ
テレゾンビの首領「テレビ魔王」はクリスを誘拐して結婚を迫る。てれび戦士はクリスの救出やテレビ魔王の打倒のため、旅に出る。

### 登場人物
- テレビ魔王（演：デーブ・スペクター）
テレゾンビの首領
- トカチャンピオン（演：渡嘉敷勝男）
テレビ魔王の部下
- ドラキューリ（演：斉藤清六）
テレビ魔王の部下
- 善人マスター（演：金萬福）
てれび戦士と仲直りをしたいおあいこトリオに、不思議なお酒「善の心」を手渡す。

## TVパラダイス 1994年度
| 年度別 | 1993 - 1994 |

『天才てれびくん』1994年度のバラエティパート。

### 1994年度 企画解説
1994年度はてれび戦士が3組に分かれて曜日別に担当。クリスティー・コーサルは、ほとんど出演していない。
| 曜日 | 主な企画                                       | 曜日担当                                 |
| ---- | ---------------------------------------------- | ---------------------------------------- |
| 月曜 | この人に会いたい 私の愛を受けとめて 月曜情報局 | 須山彩 清野努                            |
| 火曜 | てんてれ探偵団                                 | 栗山祐哉 田原加奈子 中條慎太郎           |
| 水曜 | ガッツだ挑戦トライだポン!                      | 小林一裕 山口美沙 ジェニファー・ハースト |
| 木曜 | オイラの町は日本一!                            | ペコちゃん てれび戦士（全員）            |

- この人に会いたい
月曜日放送。ゲストの仕事場にてれび戦士が訪ねるVTR企画。1994年度は須山彩と清野努が担当。
- 私の愛を受けとめて
月曜日放送。視聴者同士のカップルを誕生させる小学生版ねるとん。司会進行は須山彩（キューピッド・須山）。
- 月曜情報局
司会は須山彩と清野努。番組に届いた視聴者からのリクエストに答えるコーナー。番組出演者のプロフィールを紹介する「番組内番宣コーナー」でもあった。
- てんてれ探偵団
火曜日放送。日常にある視聴者からの疑問をてれび戦士が解く。
- ガッツだ挑戦トライだポン!
水曜日放送。ジェニファー・ハーストの「ともだち100人できるかな」はシリーズ企画として複数回放送された。
- オイラの町は日本一!
木曜日放送。ペコちゃんとてれび戦士が一般視聴者を訪問し、地元の自慢を聞くコーナー。
- かかってきなさい
てれび戦士が達人に勝負を挑んだり遊んだりするコーナー。
- 天才てれびくん人形が行く!
天才てれびくんを全国的に有名にするべく、てっちゃん人形を北海道納沙布岬から東京都渋谷区神南のNHKまで、視聴者のリレーで繋いでいく。

### 1994年度 放送日程
| 1994年        | 内容 | 脚注      |
| ------------- | --- | --------- |
| 04月04日 月曜 | - 1994年度プロローグ - 小林一裕突撃リポート「ジーンダイバー」のひみつを探れ!                                                         | [ * 123 ] |
| 04月05日 火曜 | 曜日担当メンバー発表 | [ * 124 ] |
| 04月06日 水曜 | 新コーナー紹介 | [ * 125 ] |
| 04月07日 木曜 | 天才てれびくん人形が行く!「北海道根室市 納沙布岬」                                                                                   | [ * 126 ] |
| 04月11日 月曜 | この人に会いたい「キャイ〜ン」 | [ * 127 ] |
| 04月12日 火曜 | てんてれ探偵団「3か所で視聴率調査を実施」                                                                                            | [ * 128 ] |
| 04月13日 水曜 | 天才てれびくん知名度調査「渋谷公園通り」                                                                                             | [ * 129 ] |
| 04月14日 木曜 | オイラの町は日本一!「埼玉県川越市」                                                                                                  | [ * 130 ] |
| 04月18日 月曜 | この人に会いたい「SMAP」須山彩、清野努                                                                                               | [ * 131 ] |
| 04月19日 火曜 | 原宿で外国人にインタビューを試みる                                                                                                   | [ * 132 ] |
| 04月20日 水曜 | モテる男をめざす小林一裕が占い師に相談                                                                                               | [ * 133 ] |
| 04月21日 木曜 | オイラの町は日本一!「千葉県白浜町」                                                                                                  | [ * 134 ] |
| 04月25日 月曜 | この人に会いたい「和田アキ子」清野努                                                                                                 | [ * 135 ] |
| 04月26日 火曜 | てんてれ探偵団「静岡県三島市立西小学校の七不思議」                                                                                   | [ * 136 ] |
| 04月27日 水曜 | 結婚したいNo.1女優になれるパワーストーンを選んでもらう                                                                               | [ * 137 ] |
| 04月28日 木曜 | オイラの町は日本一!「群馬県上野村」                                                                                                  | [ * 138 ] |
| 05月09日 月曜 | この人に会いたい「池谷幸雄」清野努                                                                                                   | [ * 139 ] |
| 05月10日 火曜 | てんてれ探偵団「千葉県の回転する家」栗山祐哉、田原加奈子                                                                             | [ * 140 ] |
| 05月11日 水曜 | ガッツだ挑戦トライだポン!「ともだち100人できるかな インド人」                                                                        | [ * 141 ] |
| 05月12日 木曜 | オイラの町は日本一!「静岡県清水市」                                                                                                  | [ * 142 ] |
| 05月16日 月曜 | ダチョウ倶楽部「ベジタリアン・ルンバ」のレコーディングに参加 前編                                                                    | [ * 143 ] |
| 05月17日 火曜 | てんてれ探偵団「中條・加奈子のカラオケ対決」 中條慎太郎と田原加奈子のオンチ度を判定                                                  | [ * 144 ] |
| 05月18日 水曜 | ガッツだ挑戦トライだポン!「乗馬」小林一裕                                                                                            | [ * 145 ] |
| 05月19日 木曜 | 「ジーンダイバー」唯役の鹿島かんなが登場                                                                                             | [ * 146 ] |
| 05月23日 月曜 | ダチョウ倶楽部「ベジタリアン・ルンバ」のレコーディングに参加 後編                                                                    | [ * 147 ] |
| 05月24日 火曜 | 神奈川県の大道芸祭で栗山祐哉がけん玉の芸を披露                                                                                       | [ * 148 ] |
| 05月25日 水曜 | ガッツだ挑戦トライだポン!「そば打ち」山口美沙                                                                                        | [ * 149 ] |
| 05月26日 木曜 | オイラの町は日本一!「鳥取県佐治村」                                                                                                  | [ * 150 ] |
| 05月30日 月曜 | てんてれ大阪巡業 - 私の愛を受けとめて「兵庫県神戸市」                                                                                | [ * 151 ] |
| 05月31日 火曜 | てんてれ大阪巡業 - てんてれ探偵団「地獄堂のある寺」                                                                                  | [ * 152 ] |
| 06月01日 水曜 | てんてれ大阪巡業 - ガッツだ挑戦トライだポン!「大阪名物に挑戦」                                                                       | [ * 153 ] |
| 06月02日 木曜 | てんてれ大阪巡業 | [ * 154 ] |
| 06月13日 月曜 | - 天才養成道場「ことわざ」 - この人に会いたい「中学受験塾」須山彩、清野努 - 月曜情報局「クリマカーユの紹介」                         | [ * 155 ] |
| 06月14日 火曜 | - 天才養成道場「算数」 - てんてれ探偵団「ミドリガメの大人」栗山祐哉、田原加奈子                                                      | [ * 156 ] |
| 06月15日 水曜 | - 天才養成道場「英語」 - ガッツだ挑戦トライだポン!「ともだち100人できるかな ブラジル人」                                             | [ * 157 ] |
| 06月16日 水曜 | - 天才養成道場「難読地名クイズ」 - オイラの町は日本一!「長野県諏訪市」清野努                                                         | [ * 158 ] |
| 06月20日 月曜 | 声優養成学校のトレーニングに挑戦 | [ * 159 ] |
| 06月21日 火曜 | - 体操「指導：輪島直幸」 - てんてれ探偵団「南米の人形」栗山祐哉                                                                      | [ * 160 ] |
| 06月22日 水曜 | - 人気コーナーランキング - ガッツだ挑戦トライだポン!「ランドヨット」小林一裕                                                         | [ * 161 ] |
| 06月23日 木曜 | オイラの町は日本一!「青森県弘前市 / 一輪車」栗山祐哉                                                                                 | [ * 162 ] |
| 06月27日 月曜 | - 歌「ベジタリアンルンバ」（ダチョウ俱楽部の新曲） - この人に会いたい「坪井美奈子」須山彩 - 月曜情報局「おあいこトリオで一番偉い人」 | [ * 163 ] |
| 06月28日 火曜 | てんてれ探偵団「2階にシャッターがある千葉県の中学校」                                                                                | [ * 164 ] |
| 06月29日 水曜 | ガッツだ挑戦トライだポン!「インラインスケート」ジェニファー・ハースト                                                                | [ * 165 ] |
| 06月30日 木曜 | | [ * 166 ] |
| 07月04日 月曜 | - 視聴者発案のゲーム - この人に会いたい「田原加奈子のファン」須山彩、田原加奈子 - 月曜情報局「てっちゃん人形音信不通」               | [ * 167 ] |
| 07月05日 火曜 | - 視聴者発案の心理テスト - てんてれ探偵団「外国切手」栗山祐哉、中條慎太郎                                                            | [ * 168 ] |
| 07月06日 水曜 | - 視聴者発案のなぞなぞ - ガッツだ挑戦トライだポン!「社交ダンス」山口美沙                                                             | [ * 169 ] |
| 07月07日 木曜 | - クリスティー・コーサルの誕生日祝い - オイラの町は日本一!「栃木県宇都宮市」山口美沙                                                 | [ * 170 ] |
| 1994年        | 内容 | 脚注      |
| 09月05日 月曜 | 18:00-18:30 生放送だよ!天才てれびくん 第1回                                                                                          |           |
| 09月06日 火曜 | 18:00-18:30 生放送だよ!天才てれびくん 第2回                                                                                          |           |
| 09月07日 水曜 | 18:00-18:30 てれび戦士vsテレビ魔王 前編（再放送）                                                                                    |           |
| 09月08日 木曜 | 18:00-18:30 てれび戦士vsテレビ魔王 後編（再放送）                                                                                    |           |
| 09月12日 月曜 | - この人に会いたい「流石組レイナ」須山彩 - 月曜情報局「てれび戦士の身体測定」                                                        | [ * 171 ] |
| 09月13日 火曜 | てんてれ探偵団「猿橋を猿を探せ!」栗山祐哉                                                                                            | [ * 172 ] |
| 09月14日 水曜 | ガッツだ挑戦トライだポン!「ボディボード」小林一裕                                                                                    | [ * 173 ] |
| 09月15日 木曜 | - オイラの町は日本一!「愛媛県一本松町」清野努 - 電話コーナー「ダジャレ対決」清野努                                                   | [ * 174 ] |
| 09月19日 月曜 | てんてれ巡業 沖縄編 第1回 | [ * 175 ] |
| 09月20日 火曜 | てんてれ巡業 沖縄編 第2回 | [ * 176 ] |
| 09月21日 水曜 | てんてれ巡業 北海道編 第1回 | [ * 177 ] |
| 09月22日 木曜 | てんてれ巡業 北海道編 第2回 | [ * 178 ] |
| 09月26日 月曜 | | [ * 179 ] |
| 09月27日 火曜 | - てれび戦士体力測定「目をつぶって片足で立つ」 - てんてれ探偵団「渋谷のモヤイ像の謎をさぐれ!」中條慎太郎、田原加奈子                 | [ * 180 ] |
| 09月28日 水曜 | - てれび戦士体力測定「リフティング」 - ガッツだ挑戦トライだポン!「グラススキー」小林一裕、ジェニファー・ハースト                     | [ * 181 ] |
| 09月29日 木曜 | オイラの町は日本一!「山形県新庄市 / 相撲」                                                                                           | [ * 182 ] |
| 10月03日 月曜 | 月曜情報局「てっちゃん人形捜索」 | [ * 183 ] |
| 10月04日 火曜 | てんてれ探偵団「招き猫のルーツ / 愛知県常滑市」                                                                                      | [ * 184 ] |
| 10月05日 水曜 | ガッツだ挑戦トライだポン!「ポケットバイク」山口美沙                                                                                  | [ * 185 ] |
| 10月06日 木曜 | オイラの町は日本一!「高知県十和村」                                                                                                  | [ * 186 ] |
| 10月17日 月曜 | この人に会いたい「間寛平」清野努 | [ * 187 ] |
| 10月18日 火曜 | | [ * 188 ] |
| 10月19日 水曜 | | [ * 189 ] |
| 10月20日 木曜 | | [ * 190 ] |
| 10月24日 月曜 | | [ * 191 ] |
| 10月25日 火曜 | | [ * 192 ] |
| 10月26日 水曜 | 栗山祐哉がイルカと泳ぐ | [ * 193 ] |
| 10月27日 木曜 | オイラの町は日本一!「兵庫県豊岡市」清野努                                                                                            | [ * 194 ] |
| 10月31日 月曜 | | [ * 195 ] |
| 11月01日 火曜 | | [ * 196 ] |
| 11月02日 水曜 | | [ * 197 ] |
| 11月03日 木曜 | | [ * 198 ] |
| 11月07日 月曜 | この人に会いたい「藤子・F・不二雄」清野努                                                                                            | [ * 199 ] |
| 11月08日 火曜 | てんてれ探偵団「コスプレ」 | [ * 200 ] |
| 11月09日 水曜 | ガッツだ挑戦トライだポン!「ヘビをつかむ」山口美沙                                                                                    | [ * 201 ] |
| 11月10日 木曜 | | [ * 202 ] |
| 11月21日 月曜 | | [ * 203 ] |
| 11月22日 火曜 | | [ * 204 ] |
| 11月23日 水曜 | | [ * 205 ] |
| 11月24日 木曜 | | [ * 206 ] |
| 11月28日 月曜 | | [ * 207 ] |
| 11月29日 火曜 | | [ * 208 ] |
| 11月30日 水曜 | | [ * 209 ] |
| 12月01日 木曜 | | [ * 210 ] |
| 12月05日 月曜 | | [ * 211 ] |
| 12月06日 火曜 | 愛媛県松山市をPR | [ * 212 ] |
| 12月07日 水曜 | | [ * 213 ] |
| 12月08日 木曜 | | [ * 214 ] |
| 12月12日 月曜 | この人に会いたい「緒方恵美」 | [ * 215 ] |
| 12月13日 火曜 | | [ * 216 ] |
| 12月14日 水曜 | てっちゃん人形 風雪流れ旅 津軽海峡編                                                                                                 | [ * 217 ] |
| 12月15日 木曜 | オイラの町は日本一!「埼玉県庄和町」                                                                                                  | [ * 218 ] |
| 12月26日 月曜 | | [ * 219 ] |
| 12月27日 火曜 | | [ * 220 ] |
| 12月28日 水曜 | | [ * 221 ] |
| 12月29日 木曜 | オイラの町は日本一!「奈良県奈良市」                                                                                                  | [ * 222 ] |
| 12月31日 土曜 | 18:00-18:45 年忘れ!天才てれびくん |           |
| 1995年        | 内容 | 脚注      |
| 01月01日 日曜 | 18:00-18:54 お正月だよ!天才てれびくん                                                                                                |           |
| 01月09日 月曜 | | [ * 223 ] |
| 01月10日 火曜 | 「なわとび対決」栗山祐哉 | [ * 224 ] |
| 01月11日 水曜 | | [ * 225 ] |
| 01月12日 木曜 | | [ * 226 ] |
| 01月16日 月曜 | | [ * 227 ] |
| 01月17日 火曜 | | [ * 228 ] |
| 01月18日 水曜 | | [ * 229 ] |
| 01月19日 木曜 | | [ * 230 ] |
| 01月23日 月曜 | | [ * 231 ] |
| 01月24日 火曜 | | [ * 232 ] |
| 01月25日 水曜 | | [ * 233 ] |
| 01月26日 木曜 | | [ * 234 ] |

放送日不明
- かかってきなさい「サッカー」栗山祐哉、清野努、小林一裕、中條慎太郎
- この人に会いたい「林家ペー、林家パー子」
- この人に会いたい「古川政美」清野努
- 月曜放送局「ミステリーの館 主要出演者4人の紹介」
- ガッツだ挑戦トライだポン!「金太郎飴」小林一裕、山口美沙 / 茨城県藤代町

傑作選
1. 1994年08月31日 水曜 [446]
2. 1994年09月01日 木曜 [447]

## てんてれ大阪巡業
1994年5月30日から6月2日まで放送。全4回。
てれび戦士とダチョウ俱楽部がニセおあいこトリオと対決する大阪ロケ企画。
ニセおあいこトリオ
- 坂田利夫（ニセグースケ）
- 辻本茂雄（ニセチョッキー）
- 島木譲二（ニセパータン）

第1回 1994年5月30日（月曜）放送
- オープニング
てっちゃんから「ニセおあいこトリオ」を退治するよう指令
おあいこトリオ（ダチョウ俱楽部）とてれび戦士が新幹線で大阪へ向かう
- 大阪城公園
- 私の愛を受けとめて「兵庫県神戸市」

第2回 1994年5月31日（火曜）放送
- オープニング
「ニセおあいこトリオ」登場
- てんてれ会員バーゲンセール!
大阪の視聴者宅を訪問
- てんてれ探偵団「地獄堂のある寺」
大阪府大阪市平野区の全興寺

第3回 1994年6月1日（水曜）放送
- オープニング
いすとりゲーム
大阪よいとこ一度はおいでクイズ
- ガッツだ挑戦!トライだポン!!「大阪名物に挑戦」
てれび戦士：小林一裕、山口美沙、ジェニファー・ハースト

第4回 1994年6月2日（木曜）放送
- オープニング
ギャグ対決
- てんてれ会員バーゲンセール!その2
- てれび戦士VSニセおあいこトリオ 最終対決!

## てんてれ巡業 沖縄編
1994年9月19日と9月20日に放送。
- てれび戦士：栗山祐哉、清野努、ジェニファー・ハースト、田原加奈子

前編 1994年9月19日（月曜）放送
沖縄の視聴者宅を訪問。
後編 1994年9月20日（火曜）放送
マリンスポーツやパラセイリングに挑戦。

## てんてれ巡業 北海道編
1994年9月21日と9月22日に放送。
自然いっぱいの北海道富良野市でキャンプやカヌー挑戦。「北海へそ祭り」にも参加。
- てれび戦士：須山彩、小林一裕、山口美沙、中條慎太郎

## 生放送だよ!天才てれびくん
概要
『天才てれびくん』番組初の生放送。1994年度の夏休み明け特別番組として石川県金沢市から5分拡大の30分枠で2日連続放送。
放送日時
1994年9月5日 月曜 18:00 - 18:30
1994年9月6日 火曜 18:00 - 18:30
内容
松井秀喜選手の故郷・石川県の子どもたち「ゴジラ軍団」とてれび戦士が一発芸、伝統芸、ものまねなどのパフォーマンスで競い合い、視聴者のテレゴング投票で勝敗を決める。
出典

## 年忘れ!天才てれびくん（1994年）

### 基礎情報
- 放送局：NHK教育テレビ
- 放送日時：1994年12月31日 土曜18:00 - 18:45 大晦日
- 出典：[451][452]

### 出演者
- おあいこトリオ
  - ダチョウ倶楽部（肥後克広、寺門ジモン、上島竜兵）
- てれび戦士
  - Aチーム：田原加奈子、須山彩、中條慎太郎
  - Bチーム：栗山祐哉、小林一裕、山口美沙、ジェニファー・ハースト
  - 街角インタビュー：清野努
- ジーンダイバー
  - 鹿島かんな、安藤一志
- ポコ・ア・ポコ
  - クリスティー・コーサル、石川磨依、鈴木加奈枝、中村友里子
- 転校生マオ
  - 新井健、清水真実、金沢明蘭、小野智子、雨宮章郎
- ミステリーの館
  - 前田愛、高田瑞紀、岡本康行、西坂やすよ
- CGキャラクター
  - てっちゃん（声：千葉繁）
  - 虎哲（声：斎藤隆）
  - デビルポコ（声：小林優子）
- ナレーション：中村秀利

### 内容
CGキャラクターによるタイトルコール
てっちゃん、虎哲、デビルポコのCGキャラクター3体がこたつを囲いタイトルコール。
オープニングテーマ
すかんち「タイムマシーンでいこう」
年忘れ!!てんてれクイズ大会
各コーナーのVTRからクイズを出題する天てれクイズ大会。優勝はてれび戦士Aチーム。「てっちゃんトロフィー」が贈られた。
| 出題コーナー                     | 問題                          | こたえ             |
| -------------------------------- | ----------------------------- | ------------------ |
| 金沢・生放送編                   | 金沢の子供達のチーム名は?     | 金沢ゴジラ軍団     |
| ミステリーの館「遊園地誘拐事件」 | 犯人が着ていたぬいぐるみは何? | パンダ             |
| 転校生マオ 第1回                 | 3人が身につけていた物は何?    | バスケットシューズ |
| てんてれ巡業 沖縄編              | 栗山が持っていた物は何?       | ナマコ             |
| ポコ・ア・ポコ                   | どんな効果音がでるでしょう?   | ドアの開く音       |
| てんてれ巡業 北海道編            | 富良野でやっていたお祭りは何? | へそ祭り           |
清野君の街角インタビュー
東京・表参道「一番好きなコーナーは?」
てんてれNG集
- ジーンダイバー編
- ポコ・ア・ポコ編
- ミステリーの館編
- 転校生マオ編
- スタジオ欠席の前田愛のVTRコメント
- 栗山編
- 小林の悲劇?

てれび戦士好プレー集!!
- 中條慎太郎
- 須山彩
- 田原加奈子
- 清野努
- 山口美沙
- 栗山祐哉
- ジェニファー・ハースト
- 小林一裕 にもあるのか?

エンディング
てっちゃんからの差し入れの年越しそばをパータンが配る。
てっちゃんから「テレゾンビ出没」の連絡。出動命令を無視して年越しそばを食べる番組出演者たち。
エンディングテーマ
クリマカーユ「がんばってダーリン!」

## お正月だよ!天才てれびくん（1995年）
番組名
お正月だよ!天才てれびくん
放送日時
NHK教育テレビ
1995年1月1日 元日
日曜日 18:00 - 18:54（54分）
収録会場
埼玉県和光市 和光市民文化センター
あらすじ
わるてっちゃんとなってしまったてっちゃんを改心させるため、番組レギュラーがゲームやクイズ、カラオケに挑戦。観客と一緒に直径2メートルの風船を使ったゲームも。
出演者
- おあいこトリオ
  - ダチョウ倶楽部（肥後克広、寺門ジモン、上島竜兵）
- てれび戦士
  - 栗山祐哉、小林一裕、清野努、中條慎太郎
  - 田原加奈子、須山彩、山口美沙
  - VTR出演：ジェニファー・ハースト
- ポコ・ア・ポコ
  - クリマカーユ（クリスティー・コーサル、石川磨依、鈴木加奈枝、中村友里子）
- ジーンダイバー
  - 芳賀唯（鹿島かんな）
  - アキラ（安藤一志）
- ミステリーの館
  - アイ（前田愛）
  - ミズキ（高田瑞紀）
  - ヤス（岡本康行）
  - ラナ（西坂やすよ）
- リポーター
  - ペコちゃん
- CGキャラクター
  - てっちゃん（声：千葉繁）

歌
- ハートでジャム・JAM・ジャーム
- ムーンライト伝説
- おとな絶対ハンタイっ!
- ガッタ・ガッタ・シャウト
- 誕生日の夜は
- 17歳
- がんばってダーリン!

スタッフ
- 制作協力 - NHK浦和放送局

出典

## 天てれ月曜生放送 1995年度
| 生放送 | 1994 - 1995 - 1996 |

『天才てれびくん』1995年度の月曜日に編成された生放送。

### 基礎情報
- 期間：1995年4月4日 - 1996年1月15日
- 時間：月曜 18:00 - 18:25（25分）
- 回数：28回
- 司会：ダチョウ俱楽部

### コーナー
- 電話で挑戦!テレファイター
1995年度前期の視聴者参加ゲームコーナー。翌年度からの「ポポゾン」シリーズの基となったゲーム。一般視聴者が電話機のプッシュ操作で押し、緑色のネバネバした物体のキャラクターを操り障害物を超えて行くゲーム。技術が発達しておらず、ボタンを押してからのタイムラグが度々発生していた。
- テレファイター2
1995年度後期の視聴者参加ゲームコーナー。
- この人に会いたい
CGスタジオにゲストが生出演して、てれび戦士たちの質問に答えた。
- パパの職場へおじゃまんま
一般視聴者の子供とおあいこトリオ（ダチョウ倶楽部）が夕方6時のパパの職場へ訪問するコーナー。

### 放送日程
| 回 | 放送日         | 内容                                                           | 脚注      |
| -- | -------------- | -------------------------------------------------------------- | --------- |
| 01 | 1995年04月03日 | ※番組休止 翌日振替                                             | [ 456 ]   |
| 01 | 1995年04月04日 | メディアステーション大異変                                     | [ 457 ]   |
| 02 | 1995年04月10日 | TV電話リレー / パパの職場へおじゃまんま                        | [ * 235 ] |
| 03 | 1995年04月17日 | 電話で挑戦!テレファイター                                      | [ 460 ]   |
| 04 | 1995年04月24日 | この人に会いたい「KinKi Kids」                                 | [ 461 ]   |
| 05 | 1995年05月08日 | 電話で挑戦!テレファイター                                      | [ 462 ]   |
| 06 | 1995年05月15日 | パパの職場へおじゃまんま                                       | [ 463 ]   |
| 07 | 1995年05月22日 | この人に会いたい「緒方恵美」                                   | [ 464 ]   |
| 08 | 1995年05月29日 | この人に会いたい「草彅剛」                                     | [ 465 ]   |
| 09 | 1995年06月12日 | 電話で挑戦!テレファイター                                      | [ 466 ]   |
| 10 | 1995年06月19日 | 日本初!携帯電話中継                                            | [ 467 ]   |
| 11 | 1995年06月26日 |                                                                | [ 468 ]   |
| 12 | 1995年07月03日 | この人に会いたい「前田愛、前田亜季」                           | [ 469 ]   |
| 13 | 1995年09月04日 | テレファイター2                                                | [ 470 ]   |
| 14 | 1995年09月11日 | 携帯電話突然生中継                                             | [ 471 ]   |
| 15 | 1995年09月18日 | パパの職場へおじゃまんま                                       | [ * 236 ] |
| 16 | 1995年09月25日 |                                                                | [ 474 ]   |
| 17 | 1995年10月09日 | テレファイター2                                                | [ 475 ]   |
| 18 | 1995年10月16日 | テレファイター2                                                | [ 476 ]   |
| 19 | 1995年10月23日 | この人に会いたい                                               | [ 477 ]   |
| 20 | 1995年10月30日 | この人に会いたい「緑川光」                                     | [ 478 ]   |
| 21 | 1995年11月13日 | 未来のテレビはこうなる!                                        | [ 479 ]   |
| 22 | 1995年11月20日 | この人に会いたい「原知宏、佐野瑞樹、小原裕貴」                 | [ 480 ]   |
| 23 | 1995年11月27日 | 激闘!ブラリンコ対決第三弾                                      | [ 481 ]   |
| 24 | 1995年12月04日 | テレファイター2                                                | [ 482 ]   |
| 25 | 1995年12月18日 | 携帯電話突然生中継                                             | [ 483 ]   |
| 26 | 1995年12月25日 | 冬だスキーだ生中継                                             | [ 484 ]   |
| 27 | 1996年01月08日 | この人に会いたい「国分博、嶋田久作」 ※『クラインの壺』番組宣伝 | [ 485 ]   |
| 28 | 1996年01月15日 | てれび戦士全員集合!                                            | [ 486 ]   |

月ナマ総集編
新規収録のスタジオパートがある特別総集編。
1. 1995年12月26日 火曜 [487]
2. 1995年12月27日 水曜 [488]
3. 1995年12月28日 木曜 [489]
4. 1995年12月29日 金曜 [490]

## ミステリートラベラー
『ミステリートラベラー』は、『天才てれびくん』1995年度に放送されたテレビドラマ。

### 基礎情報
- 期間：1995年4月6日 - 1996年1月17日
- 曜日：水曜日（初回のみ木曜日[注 5]）
- 回数：28回
- 出典：[491]

### 概要
「オカルト」「疑似科学」がテーマ。放送当時はオウム真理教事件の捜査が進行中であったが、放送回数は短縮されることなく1995年度の主要コーナーと同じ28回である。しかし、1996年3月の年度末総集編では「心霊」「超能力」をテーマにした回が再放送されていない。また、『天才てれびくん』の番組の歴史を振り返る特別企画でも再放送されたことがない。

### あらすじ
2013年の子ども、羽鳥宇宙と松宮未夢は、ある日突然ニューロンドーム に閉じ込められた。謎のキャラクター、テリーに「ミステリーを解かなければそこから出られない」と告げられる。2人は人類の常識を超える超常現象などの謎を、一つ一つ解いていく。

### 登場人物
- 羽鳥宇宙（演：藤間宇宙）
- 松宮未夢（演：渡邉まゆみ）
- テリー（声：梁田清之）
宇宙と未夢をサポートする謎のキャラクター。常に沈着冷静。ボストークの通訳も行う。
- Mファイル
宇宙と未夢へ世界に潜む謎を繰り出してくる謎の存在。石版のようなものの中央部に目のようなものがある。
- ボストーク
1号と2号が存在。普段はテリーの上部に付いているが、必要があれば世界を飛び回り情報収集を行う。人の言葉は話さないが知能を有し独特の言葉を発する。2号がややお調子者の性格。

### 放送日程
| タイトル                    | サブタイトル         | 初回放送       | 総集編          | 総集編          |
| --------------------------- | -------------------- | -------------- | --------------- | --------------- |
| 第1問 オーパーツ            | 天空からの視点       | 1995年04月06日 | 1995年 05月02日 | 1996年 03月06日 |
| 第1問 オーパーツ            | 宇宙への道           | 1995年04月12日 | 1995年 05月02日 | 1996年 03月06日 |
| 第1問 オーパーツ            | 古代のテクノロジー   | 1995年04月19日 | 1995年 05月03日 | 1996年 03月07日 |
| 第1問 オーパーツ            | 幻の文明             | 1995年04月26日 | 1995年 05月03日 | 1996年 03月07日 |
| 第2問 UFO 未確認飛行物体    | 空に光るもの         | 1995年05月10日 | 1995年 06月06日 | 1996年 03月08日 |
| 第2問 UFO 未確認飛行物体    | 空から降りたつ者     | 1995年05月17日 | 1995年 06月06日 | 1996年 03月08日 |
| 第2問 UFO 未確認飛行物体    | 隠されたものの姿     | 1995年05月24日 | 1995年 06月07日 | 1996年 03月11日 |
| 第2問 UFO 未確認飛行物体    | はるか遠くの隣人     | 1995年05月31日 | 1995年 06月07日 | 1996年 03月11日 |
| 第3問 UMA 未確認生物        | 生き残った恐竜       | 1995年06月14日 | 1995年 07月11日 | 1996年 03月12日 |
| 第3問 UMA 未確認生物        | 湖の秘密             | 1995年06月21日 | 1995年 07月11日 | 1996年 03月12日 |
| 第3問 UMA 未確認生物        | もうひとつの人類     | 1995年06月28日 | 1995年 07月12日 | 1996年 03月13日 |
| 第3問 UMA 未確認生物        | 残された謎           | 1995年07月05日 | 1995年 07月12日 | 1996年 03月13日 |
| 第4問 死から戻った人々 心霊 |                      | 1995年09月06日 | 1995年 10月04日 | ※なし           |
| 第4問 死から戻った人々 心霊 | 1995年09月13日       |                | 1995年 10月04日 | ※なし           |
| 第4問 死から戻った人々 心霊 |                      | 1995年09月20日 | 1995年 10月05日 | ※なし           |
| 第4問 死から戻った人々 心霊 | 1995年09月27日       |                | 1995年 10月05日 | ※なし           |
| 第5問 宇宙のオーパーツ      | 最も近い星の謎       | 1995年10月11日 | 1995年 11月08日 | 1996年 03月14日 |
| 第5問 宇宙のオーパーツ      | 火星の残されたもの   | 1995年10月18日 | 1995年 11月08日 | 1996年 03月14日 |
| 第5問 宇宙のオーパーツ      | 宇宙への扉           | 1995年10月25日 | 1995年 11月09日 | 1996年 03月15日 |
| 第5問 宇宙のオーパーツ      | 遠い空からの導き     | 1995年11月01日 | 1995年 11月09日 | 1996年 03月15日 |
| 第6問 超能力                |                      | 1995年11月15日 | 1995年 12月13日 | ※なし           |
| 第6問 超能力                | 1995年11月22日       |                | 1995年 12月13日 | ※なし           |
| 第6問 超能力                |                      | 1995年11月29日 | 1995年 12月14日 | ※なし           |
| 第6問 超能力                | 1995年12月06日       |                | 1995年 12月14日 | ※なし           |
| 第7問 人類の未来            | あらゆるものの始まり | 1995年12月20日 | 1996年 01月29日 | 1996年 03月18日 |
| 第7問 人類の未来            | 人類への道のり       | 1996年01月03日 | 1996年 01月29日 | 1996年 03月18日 |
| 第7問 人類の未来            | 人類の明日           | 1996年01月10日 | 1996年 01月30日 | 1996年 03月19日 |
| 第7問 人類の未来            | （無題）             | 1996年01月17日 | 1996年 01月30日 | 1996年 03月19日 |

### ミステリーギャラリー
| 回 | タイトル                                      |
| -- | --------------------------------------------- |
| 01 | 飛行機のようにも見える工芸品                  |
| 02 | 太古の世界地図                                |
| 03 | 古代の光学レンズ                              |
| 04 | 太古の電池?電球?                              |
| 05 | ミステリーサークルはUFOの着陸跡か?            |
| 06 | 歴史の中に隠されたUFO                         |
| 07 | キャトルミューティレーションは宇宙人の実験か? |
| 08 | 宇宙人へのメッセージ                          |
| 09 | 生きている化石                                |
| 10 | 海の怪物                                      |
| 11 | 生きていた幻想生物                            |
| 12 | 河童                                          |
| 13 |                                               |
| 14 |                                               |
| 15 |                                               |
| 16 |                                               |
| 17 | 月の誕生                                      |
| 18 | ブラックホール                                |
| 19 | 日本のピラミッド                              |
| 20 | モアイの謎                                    |
| 21 |                                               |
| 22 |                                               |
| 23 |                                               |
| 24 |                                               |
| 25 | 宇宙のかたち                                  |
| 26 | 進化のふしぎ                                  |

### スタッフ
- 脚本 - 星みつる、野辺朋史
- 協力 - 南山宏
- 資料提供 - NASA、ムー編集部
- CG制作 - 田中秀幸、小倉剛、富樫真、萱場良明、安藤知也
- 映像効果 - 金子哲也
- 衣装デザイン - 宮下由子

## ウ〜・ウォンテッド!
1995年度。スポーツの凄い技を持つ全国の小学生におあいこトリオが対戦を挑むロケコーナー。
| スポーツ                   | ロケ場所 | 放送日         |
| -------------------------- | -------- | -------------- |
| 体操                       |          | 1995年04月06日 |
| 相撲                       |          | 1995年05月16日 |
| レスリング                 |          | 1995年05月23日 |
| シンクロナイズドスイミング | 富山県   | 1995年06月13日 |
| カヌー                     |          | 1995年06月27日 |
| なぎなた                   |          | 1995年10月10日 |
| 卓球                       | 岡山県   |                |

## 冒険!ジパング
1995年度。てれび戦士と視聴者が一緒に町を探検し、地元の暖かさに触れるロケコーナー。
| ロケ場所          | てれび戦士                               | 放送日         | 脚注    |
| ----------------- | ---------------------------------------- | -------------- | ------- |
| 静岡県 大井川鐵道 | 清野努、栗山祐哉                         | 1995年04月07日 | [ 492 ] |
| 東京都            | 須山彩、栗山祐哉、ウエンツ瑛士、渋谷桃子 | 1996年01月18日 |         |

## 国盗りジパング
1995年度。殺風景なメディア砂漠をにぎやかにするため都道府県の名所をかけて視聴者とてれび戦士がゲームで対決。てれび戦士が勝利した場合、名所CGがメディア砂漠に建築される。
イチローがゲスト出演したコーナーとしても有名。
| 放送日       | ゲーム   | 都道府県 | 名所   | 脚注    |
| ------------ | -------- | -------- | ------ | ------- |
| 1995年4月8日 | サッカー | 静岡県   | 富士山 | [ 493 ] |

## ハートがプルプル
1995年度。「私の愛を受けとめて」をリニューアル。司会進行は須山彩。

## ダチョウ倶楽部をぶっとばせ
1995年度。全国各地に出張したダチョウ倶楽部とてれび戦士に視聴者が特技を披露するロケコーナー。
放送日
- 1995年09月26日 火曜

## どうぶつビデオ日誌
1995年度。ビデオレターで視聴者から寄せられた動物飼育日記を放送するコーナー。

## 利尻富士を征服せよ!
1995年8月31日（木曜）と9月1日（金曜）に2日間にわたって放送された「夏スペシャル」。通常放送枠であるが、その他のコーナーを一切放送しない「特別編」として放送された。なお、前日8月30日までは「夏休み総集編」を放送。木曜と金曜だけが新作という変則編成であった。
北海道利尻島の利尻山（通称・利尻富士）に封印されている「てっちゃん」を救うため、てれび戦士が利尻島でイカ釣りなどを体験した後、利尻山の登山に挑戦する。
- 指導：大内尚樹
- 出典：[494][495][496]

## クイズ電脳バトラー
| 年度別 | 1995 - 1996 |

1995年9月8日から1996年1月19日まで金曜日に放送。全16回。
司会はバカルディ（現：さまぁ〜ず）。ジャックと豆の木チーム（男子てれび戦士）とシンデレラチーム（女子てれび戦士）に分かれて競う。
『ワイド』が終了する2002年度まで続いた生放送ゲームの基礎を作り上げた。
主なクイズ・ゲーム
- 何匹いるの?クイズ
- 左右反転まちがい探し
左右反転した2つの映像から、間違いを探し出すゲーム。
- 文字の迷宮
文字の形をした迷宮をCGキャラクターが動き回り、何の文字かを当てるクイズ。
- デカムワールド
最終ゲーム。ムカデ型CGに乗り、足踏みとシューターが呼吸を合わせ障害物を破壊しながらひたすら遠くを目指して進む。

放送日程
1. 1995年09月08日 [497]
2. 1995年09月15日 [498]
3. 1995年09月22日 [499]
4. 1995年09月29日 [500]
5. 1995年10月13日 [501]
6. 1995年10月20日 [502]
7. 1995年10月27日 [503]
8. 1995年11月03日 [504]
9. 1995年11月17日 [505]
10. 1995年11月24日 [506]
11. 1995年12月01日 [507]
12. 1995年12月08日 [508]
13. 1995年12月22日 [509]
14. 1996年01月05日 [510]
15. 1996年01月12日 [511]
16. 1996年01月19日 [512]

スタッフ
- 構成：星みつる

## クイズ・黄金の国ジパング
番組名
天才てれびくん こどもの日特集 クイズ・黄金の国ジパング
放送日時
NHK教育テレビ
1995年5月5日 こどもの日
金曜日 10:00 - 11:00（60分）
出典

## 運動会だよ!天才てれびくん
基礎情報
- 番組名：運動会だよ!天才てれびくん
- 会場看板：第1回 てんてれ大運動会
- 放送局：NHK教育テレビ
- 放送日時：1995年10月10日 火曜09:00 - 10:00 体育の日
- 収録会場：神奈川県座間市 座間市立市民体育館
- 出典：[514]

出演者
- ダチョウ倶楽部、てれび戦士、ペコちゃん
- 増田明美、工藤兄弟、チャック・ウィルソン、デンジャラス

内容
てれび戦士と地元小学生がグースケチーム（赤）、チョッキーチーム（黄）、パータンチーム（緑）の3組に分かれて行われた運動会。
障害物競走では「アリス探偵局ジャンピング福笑い」「ミステリー・トラベラークイズ」などの関門が登場。

## 年忘れ!天才てれびくん（1995年）
放送日時
NHK教育テレビ
1995年12月31日 大晦日
日曜日 18:00 - 18:55（55分）
内容
1年間のVTRを見て、がんばってるなと判断されたてれび戦士は「おでん」、もうちょっとがんばれよ判断されたてれび戦士は 「闇鍋」を食べなければならない。結局、おでんを食べられたてれび戦士は一人もいなかった。
放送された企画は「イチロー再び」、「周富輝怒る!中華街対決」など
出典

## お正月だよ!天才てれびくん（1996年）
番組名
お正月だよ!天才てれびくん
放送日時
本放送：1996年1月01日 月曜18:00 - 18:55 元日
再放送：1996年1月15日 月曜10:00 - 10:55 成人の日
収録会場
群馬県館林市 館林市文化会館
あらすじ
玉三郎が勝手にとりつけた約束が原因で、てれび戦士たちは宇宙船デカム号に乗り、惑星ムリードのプリンセス・コリスにお餅を届けにいく。早くお餅が食べたいおあいこトリオはバカルディー星人と協力し、お餅を奪おうとてれび戦士たちの邪魔をする。
出演者
- おあいこトリオ
  - ダチョウ倶楽部（肥後克広、寺門ジモン、上島竜兵）
- てれび戦士
  - 栗山祐哉、小林一裕、清野努、中條慎太郎
  - 田原加奈子、須山彩、ジェニファー・ハースト、山口美沙
  - 相ヶ瀬龍史、小林三義、斉藤拓実
  - 阿部七絵、漆野友美、渋谷桃子、三星眞奈美
- ミステリートラベラー
  - 羽鳥宇宙（藤間宇宙）
  - 松宮未夢（渡邉まゆみ）
- クイズ電脳バトラー
  - バカルディ星人（演：バカルディ）
- ポコ・ア・ポコ（惑星ムリード）
  - プリンセス・コリス（演：クリスティー・コーサル）
  - CHU-CHU-くらぶ（ウエンツ瑛士、篠原麻里、星野涼子、冨貴塚桂香）
- リポーター
  - ペコちゃん
- CGキャラクター
  - 玉三郎（声：梅津秀行）

歌
- 道草ブギ
- ガンバレ!アインシュタイン

スタッフ
- 構成：福島誠一郎
- 振付：菊地裕之

出典

## 天てれ月曜生放送 1996年度
| 生放送 | 1995 - 1996 - 1997 |

『天才てれびくん』1996年度の月曜日に編成された生放送。

### 基礎情報
- 期間：1996年4月8日 - 1997年1月20日
- 時間：月曜 18:00 - 18:25（25分）
- 回数：28回
- 司会：キャイ〜ン

### コーナー
- テレファイターV3
1996年度前期の視聴者参加ゲームコーナー。スタジオのてれび戦士はキーパー、一般視聴者はキッカーとなり、画面上のCGを使ってPK（サッカーではなく玉入れ）戦を行うゲーム。
- テレファイターアマゾン
1996年度後期の視聴者参加ゲームコーナー。タンポポを食べるゾンビ型のCGキャラクター「ポポゾン」を電話機のプッシュ操作機能を使って左右に動かし、食べた花の数をポイントとして競うゲーム。「ワイド」が終了する2002年度までゲーム方式を毎年変えながら継続する。

### 放送日程
| 回 | 放送日         | 特集                       | ゲスト                     | 脚注    |
| -- | -------------- | -------------------------- | -------------------------- | ------- |
| 01 | 1996年04月08日 | 新装開店天才てれびくん     |                            | [ 518 ] |
| 02 | 1996年04月15日 | ハムスター                 | 三上昇                     | [ 519 ] |
| 03 | 1996年04月22日 | カラオケ大会               |                            | [ 520 ] |
| 04 | 1996年04月29日 | 給食                       |                            | [ 521 ] |
| 05 | 1996年05月13日 | ミニ四駆                   | ミニ四ファイター           | [ 522 ] |
| 06 | 1996年05月20日 | ハムスター2                | 三上昇                     | [ 523 ] |
| 07 | 1996年05月27日 | FAX・はがき                |                            | [ 524 ] |
| 08 | 1996年06月03日 | 遊び                       |                            | [ 525 ] |
| 09 | 1996年06月17日 | ストリートバスケ           | 陸川章                     | [ 526 ] |
| 10 | 1996年06月24日 | ジャニーズJr.              | 滝沢秀明、川野直輝、今井翼 | [ 527 ] |
| 11 | 1996年07月01日 |                            | SWITCH                     | [ 528 ] |
| 12 | 1996年07月08日 | 夏休み                     |                            | [ 529 ] |
| 13 | 1996年09月09日 | 後期もがんばるぞ           |                            | [ 530 ] |
| 14 | 1996年09月16日 | 敬老の日                   | 菅井きん                   | [ 531 ] |
| 15 | 1996年09月23日 |                            |                            | [ 532 ] |
| 16 | 1996年09月30日 | 外国の人と仲良しに         | チャック・ウィルソン       | [ 533 ] |
| 17 | 1996年10月14日 | 天てれバンド               | 王様                       | [ 534 ] |
| 18 | 1996年10月21日 | コンテナガーデン           |                            | [ 535 ] |
| 19 | 1996年10月28日 | おまじない                 |                            | [ 536 ] |
| 20 | 1996年11月04日 | イラスト大賞               |                            | [ 537 ] |
| 21 | 1996年11月18日 | 秋の最新ファッション       | 伴弥希子                   | [ 538 ] |
| 22 | 1996年11月25日 | てれび戦士の抜き打ちテスト |                            | [ 539 ] |
| 23 | 1996年12月02日 | 対決!ローラーゲーム!!      | 東京ボンバーズ             | [ 540 ] |
| 24 | 1996年12月09日 | 今年のベストヒット10曲!!   |                            | [ 541 ] |
| 25 | 1996年12月23日 | クリスマス                 |                            | [ 542 ] |
| 26 | 1997年01月06日 | 新年第1号                  | 海老一染之助・染太郎       | [ 543 ] |
| 27 | 1997年01月13日 | 大河ドラマ 毛利元就        | 森田剛                     | [ 544 ] |
| 28 | 1997年01月20日 | 決定てれび戦士大賞         |                            | [ 545 ] |

生放送総集編
- 1996年12月30日 月曜 [546]

## ゆけゆけジャーニーズ
1996年度の水曜日番組前半のメインコーナー。NHKによる種別は「紀行」。
てれび戦士が有名人ゲストや番組視聴者のゆかりの地を旅をしながら様々な体験をするロケコーナー。
| 回 | 初回放送日     | 場所           | てれび戦士                         | ゲスト             | 脚注    |
| -- | -------------- | -------------- | ---------------------------------- | ------------------ | ------- |
| 01 | 1996年04月10日 | 岩手県北上市   | 栗山祐哉、棚橋由希                 | 藤原喜明           | [ 547 ] |
| 09 | 1996年06月19日 |                | 佐藤北斗、前田亜季                 | 渡嘉敷勝男         | [ 548 ] |
| 13 | 1996年09月11日 | 愛知県岡崎市   | 坂田慎一郎、前田亜季               | 天野ひろゆき       | [ 549 ] |
| 14 | 1996年09月18日 | 山形県藤島町   | 相ヶ瀬龍史、饗場詩野               | ウド鈴木           | [ 550 ] |
| 15 | 1996年09月25日 | 高知県四万十川 | 佐藤北斗、棚橋由希                 |                    | [ 551 ] |
| 16 | 1996年10月02日 | 北海道釧路湿原 | 伊東亮輔、ジャスミン・アレン       |                    | [ 552 ] |
|    | 1996年11月     | 岩手県八幡平   | 相ヶ瀬龍史、阿部七絵               | 中村茂             | [ 553 ] |
| 23 | 1996年12月04日 | 神奈川県鎌倉市 | 鈴木愛可                           | 大仁田厚           | [ 554 ] |
| 26 | 1997年01月08日 | 香川県土庄町   | 相ヶ瀬龍史、ジャスミン・アレン     |                    | [ 555 ] |
| 27 | 1997年01月15日 | 山口県下関市   | 佐藤北斗、ジェニファー・ペリマン   |                    | [ 556 ] |
| 28 | 1997年01月22日 | 北海道美瑛町   | 生田斗真、保里優紀                 |                    | [ 557 ] |
|    |                |                | ウエンツ瑛士、大塚清華             | 池谷幸雄           |         |
|    |                |                | 伊東亮輔、ジェニファー・ペリマン   | 楳図かずお         |         |
|    |                |                | 相ヶ瀬龍史、ジェニファー・ペリマン | オスマン・サンコン |         |
|    |                |                | 生田斗真、ジャスミン・アレン       | 佐竹雅昭           |         |
|    |                |                | 坂田慎一郎、篠原麻里               | 清水ミチコ         |         |
|    |                |                |                                    | 中野浩一           |         |
|    |                |                | 伊東亮輔                           | 益子直美           |         |
|    |                |                | ウエンツ瑛士                       | 増田明美           |         |
|    |                |                | 生田斗真、阿部七絵                 | みうらじゅん       |         |

## ダ・ヴィンチの迷宮
『ダ・ヴィンチの迷宮』は、『天才てれびくん』1996年度に放送された科学教育テレビドラマ。

### 基礎情報
- 期間：1996年4月11日 - 1997年1月23日
- 曜日：木曜日
- 回数：28回
- 出典：[558]

### キャスト

#### CGキャラクター
- ナビ（声：深雪さなえ）
- ダ・ヴィンチ、モールス（声：西村朋紘）
- エチンヌ、原始人（声：桜井敏治）

#### 前期
- リョウスケ（演：伊東亮輔）
- マリ（演：篠原麻里）

#### 後期
- リュウジ（演：相ヶ瀬龍史）
- ユキ（演：保里優紀）

### 放送日程
| タイトル   | 回 | 初回放送       | 総集編          | 総集編          |
| ---------- | -- | -------------- | --------------- | --------------- |
| 空を飛ぶ   | 01 | 1996年04月11日 | 1996年 05月09日 | 1997年 02月21日 |
| 空を飛ぶ   | 02 | 1996年04月18日 | 1996年 05月09日 | 1997年 02月21日 |
| 空を飛ぶ   | 03 | 1996年04月25日 | 1996年 05月10日 | 1997年 02月24日 |
| 空を飛ぶ   | 04 | 1996年05月02日 | 1996年 05月10日 | 1997年 02月24日 |
| 空を飛ぶ   | 05 | 1996年05月16日 | 1996年 06月13日 | 1997年 02月25日 |
| 空を飛ぶ   | 06 | 1996年05月23日 | 1996年 06月13日 | 1997年 02月25日 |
| 空を飛ぶ   | 07 | 1996年05月30日 | 1996年 06月14日 | 1997年 02月26日 |
| 空を飛ぶ   | 08 | 1996年06月06日 | 1996年 06月14日 | 1997年 02月26日 |
| 大地のなぞ | 09 | 1996年06月20日 | 1996年 07月18日 | 1997年 02月27日 |
| 大地のなぞ | 10 | 1996年06月27日 | 1996年 07月18日 | 1997年 02月27日 |
| 大地のなぞ | 11 | 1996年07月04日 | 1996年 07月19日 | 1997年 02月28日 |
| 大地のなぞ | 12 | 1996年07月11日 | 1996年 07月19日 | 1997年 02月28日 |
| 伝えたい   | 13 | 1996年09月12日 | 1996年 10月10日 | 1997年 03月03日 |
| 伝えたい   | 14 | 1996年09月19日 | 1996年 10月10日 | 1997年 03月03日 |
| 伝えたい   | 15 | 1996年09月26日 | 1996年 10月11日 | 1997年 03月04日 |
| 伝えたい   | 16 | 1996年10月03日 | 1996年 10月11日 | 1997年 03月04日 |
| 紙の道     | 17 | 1996年10月17日 | 1996年 11月14日 | 1997年 03月05日 |
| 紙の道     | 18 | 1996年10月24日 | 1996年 11月14日 | 1997年 03月05日 |
| 写真と映画 | 19 | 1996年10月31日 | 1996年 11月15日 | 1997年 03月06日 |
| 写真と映画 | 20 | 1996年11月07日 | 1996年 11月15日 | 1997年 03月06日 |
| 夢の動力   | 21 | 1996年11月21日 | 1996年 12月19日 | 1997年 03月07日 |
| 夢の動力   | 22 | 1996年11月28日 | 1996年 12月19日 | 1997年 03月07日 |
| 鉄の馬車   | 23 | 1996年12月05日 | 1996年 12月20日 | 1997年 03月10日 |
| 鉄の馬車   | 24 | 1996年12月12日 | 1996年 12月20日 | 1997年 03月10日 |
| 宇宙へ     | 25 | 1996年12月26日 | 1997年 01月30日 | 1997年 03月11日 |
| 宇宙へ     | 26 | 1997年01月09日 | 1997年 01月30日 | 1997年 03月11日 |
| 宇宙へ     | 27 | 1997年01月16日 | 1997年 01月31日 | 1997年 03月12日 |
| 宇宙へ     | 28 | 1997年01月23日 | 1997年 01月31日 | 1997年 03月12日 |

### スタッフ
- 脚本 - 野辺朋史、長手源三郎
- CG制作 - 田中秀幸、富樫真、飯田由紀江
- 映像効果 - 高橋優一
- 衣装デザイン - 宮下由子

## 電脳ウォーズQ
| 年度別 | 1995 - 1996 - 1997 |

### 概要
1996年度金曜日。司会はキャイ〜ン。てれび戦士4人とゲスト4人が競う。同じゲストが複数回にわたって出演していた。
声の出演
- 「アマクダーリ」（前期CGキャラクター）「ナリキング」（後期CGキャラクター）、ナレーション：加藤賢崇

スタッフ
- 構成：星みつる

### 主なクイズ・ゲーム
- 文字の迷宮
文字の形をした迷宮をCGキャラクターが動き回り、何の文字かを当てるクイズ。
- 左右反転まちがい探し
左右反転した2つの映像から、間違いを探し出すゲーム。
- ガチョンパ!
音を利用した神経衰弱ゲーム。パネルをめくると絵柄が出る代わりに音が鳴る。『ワイド』時代の1999年度に生放送ゲームとして復活した。
- 透明人間ジェスチャー
体の輪郭だけで行うジェスチャーゲーム。
- こんにちは赤ちゃん
徐々に成長していくVTR中の物体が何になるか当てる、
- モーフィングクイズ
振り子の動きに合わせて表示される2種類の掛け合わされた動物映像を解答。
- Go!Go!ヌルピュー
最終ゲーム。ヌルピューという生物に乗り込み、障害物を破壊しながらどこまで遠くへ移動できるかを競う。

### 放送リスト
| 回 | 放送日         | ゲスト                                           | 脚注    |
| -- | -------------- | ------------------------------------------------ | ------- |
| 01 | 1996年04月12日 | 関根勤、宮前真樹、江頭2:50、宍戸留美             | [ 559 ] |
| 02 | 1996年04月19日 | 渡辺美奈代、関根勤、江頭2:50、宍戸留美           | [ 560 ] |
| 03 | 1996年04月26日 | ヨネスケ、車だん吉、矢部美穂、武内由紀子         | [ 561 ] |
| 04 | 1996年05月03日 | 矢部美穂、ヨネスケ、中野浩一 、武内由紀子        | [ 562 ] |
| 05 | 1996年05月17日 | 松尾貴史、野村義男、三浦理恵子、千秋             | [ 563 ] |
| 06 | 1996年05月24日 | 三浦理恵子、松尾貴史、野村義男、千秋             | [ 564 ] |
| 07 | 1996年05月31日 |                                                  | [ 565 ] |
| 08 | 1996年06月07日 |                                                  | [ 566 ] |
| 09 | 1996年06月21日 |                                                  | [ 567 ] |
| 10 | 1996年06月28日 |                                                  | [ 568 ] |
| 11 | 1996年07月05日 |                                                  | [ 569 ] |
| 12 | 1996年07月12日 |                                                  | [ 570 ] |
| 13 | 1996年09月13日 |                                                  | [ 571 ] |
| 14 | 1996年09月20日 |                                                  | [ 572 ] |
| 15 | 1996年09月27日 |                                                  | [ 573 ] |
| 16 | 1996年10月04日 |                                                  | [ 574 ] |
| 17 | 1996年10月18日 |                                                  | [ 575 ] |
| 18 | 1996年10月25日 |                                                  | [ 576 ] |
| 19 | 1996年11月01日 | 王様、大槻ケンヂ、青田典子、洞口依子             | [ 577 ] |
| 20 | 1996年11月08日 |                                                  | [ 578 ] |
| 21 | 1996年11月22日 | 見栄晴、木内あきら、宮前真樹、ルー大柴           | [ 579 ] |
| 22 | 1996年11月29日 | 宮前真樹                                         | [ 580 ] |
| 23 | 1996年12月06日 | ブラザー・トム                                   | [ 581 ] |
| 24 | 1996年12月13日 | 網浜直子                                         | [ 582 ] |
| 25 | 1996年12月27日 | 佐久間レイ、関俊彦、佐々木望、吉田古奈美         | [ 583 ] |
| 26 | 1997年01月10日 | 関俊彦、佐久間レイ、佐々木望、吉田古奈美         | [ 584 ] |
| 27 | 1997年01月17日 | ジェームス小野田、ピエール瀧、井上晴美、中村由真 | [ 585 ] |
| 28 | 1997年01月24日 | ピエール瀧、ジェームス小野田、井上晴美、中村由真 | [ 586 ] |

## 1996年度の挑戦企画
| テーマ             | てれび戦士                   | 場所・指導         | 放送日         |
| ------------------ | ---------------------------- | ------------------ | -------------- |
| 刀鍛冶に入門       | 生田斗真                     |                    | 1996年06月18日 |
| 女子プロレスに入門 | 保里優紀                     | 長与千種           | 1996年07月02日 |
| 縄文人に挑戦       | 坂田慎一郎                   | 山崎三四造         | 1996年09月24日 |
| ナイトスコープ撮影 | 坂田慎一郎、阿部七絵         | 富士サファリパーク | 1996年09月25日 |
| 宇宙飛行士の訓練   | 阿部七絵                     |                    | 1996年10月22日 |
| 墨づくり           | ジャスミン・アレン、阿部七絵 | 奈良県奈良市       | 1997年01月21日 |
| ボディーボード     | 坂田慎一郎、前田亜季         | 柴田衛             |                |

## 天てれスラムキング
1996年度の木曜日に放送。てれび戦士がバスケットボールチームを結成して小学生チームと対戦。
初期は「天てれファイターズ」のチーム名で活動していたが、未勝利連敗。NKKシーホークスの陸川章を監督に迎え、「天てれサイバーダンクス」に改名、チームの立て直しを図る。
天てれサイバーダンクス
- メンバー
  - てれび戦士：栗山祐哉、生田斗真、坂田慎一郎、ウエンツ瑛士、鈴木愛可、大塚清華
  - 視聴者追加：佐々木一哉（小学6年）、箭野弘一（小学2年）
- 監督：陸川章

チアリーディング
- てれび戦士：阿部七絵
- 指導：中島美影（NKK VICS）

放送日程
- 1996年04月18日 - 横浜川上北ブルーデビルズ
- 1996年04月25日 - 与野ミニバスケットボールチーム
- 1996年12月12日 - 最強チーム

## どっか〜ん!新記録
1996年度。CGスタジオでてれび戦士が体力を競う。後期はリポーター早瀬ちさとが全国に赴き視聴者参加のロケコーナーとしても放送。
- 爆走一輪車リレー
- 天てれ速球王
- 鉄棒ぶらりんこ選手権
- 天てれ大声選手権

## 先生おしえて
1996年度。CGスタジオに先生を招き、その技をてれび戦士が学ぶ。
先生
- Mr.マリック（1996年5月15日）
- 近藤珠實

## 北斗のGO!GO!フィッシング
1996年度。てれび戦士の釣り名人・佐藤北斗が一般の応募者と釣り対決。

## 料理対決
1996年度。坂田慎一郎と棚橋由希の料理対決。

## 天てれ個人面談
1996年度。てれび戦士とキャイ〜ンが面談形式でプライベートトークを繰り広げるコーナー。
| 放送日         | てれび戦士 | 脚注     |
| -------------- | ---------- | -------- |
| 1996年09月24日 | 篠原麻里   | [ 注 6 ] |

## てれび戦士のそっくりさんを探せ!
1996年度。

## 突然!山手線ゲーム
1996年度 - 1997年度。スタジオトーク中に「突然」はじまるミニコーナー。風船が割れるまで解答を言い続ける山手線ゲーム。

## 天てれディベート
1996年度 - 1997年度放送。

## ストロベリーパフェ
ストロベリーパフェ（STRAWBERRY PARFAIT）は、『天才てれびくん』1996年度のてれび戦士6名によって結成されたバンドグループ。
1996年9月9日より月曜生放送で「天てれバンド」の活動報告を放送。
1996年10月14日の月曜生放送で視聴者からの公募を基に、ミュージシャンの王様がグループ名「ストロベリーパフェ」を命名。
1997年度のイベントで、持ち歌に当時のOP、EDなど3曲を演奏するライブを行い、これが彼らの最後の活動となった。
| 名前                                    | 担当     | 生年月日                                | 血液型 | 出身地   |
| --------------------------------------- | -------- | --------------------------------------- | ------ | -------- |
| ジェニファー・ペリマン Jennifer Periman | Keyboard | 1984年4月19日（41歳） 小学6年 - 中学1年 | AB型   | アメリカ |
| 生田斗真 いくた とうま                  | Guitar   | 1984年10月7日（40歳） 小学6年 - 中学1年 | A型    | 北海道   |
| 篠原麻里 しのはら まり                  | Drums    | 1985年1月7日（40歳） 小学6年 - 中学1年  | AB型   | 東京都   |
| 伊東亮輔 いとう りょうすけ              | keytar   | 1985年7月2日（39歳） 小学5年 - 小学6年  | O型    | 神奈川県 |
| 前田亜季 まえだ あき                    | Keyboard | 1985年7月11日（39歳） 小学5年 - 小学6年 | A型    | 東京都   |
| ウエンツ瑛士 Wentz えいじ               | Bass     | 1985年10月8日（39歳） 小学5年 - 小学6年 | O型    | 東京都   |

作品
- 「Super Kids Are Go!」 - 1996年度の後期エンディングテーマ。

## クイズ・電脳コロシアム
番組名
天才てれびくんスペシャル クイズ・電脳コロシアム
放送日時
NHK教育テレビ
1996年5月6日 振替休日〔こどもの日〕
月曜日 10:00 - 11:00（60分）
内容
CGセットのCT-411スタジオをベースにスタジオパーク中継、アメリカ西海岸とのテレビ電話、テレゴングによる視聴者投票システムなど、生放送の特性と、CGのクイズ・ゲームを融合させた番組。
テレゴングによる視聴者投票は50万件を超えた。
ゲスト
松尾貴史、グレートチキンパワーズ、羽田恵理香、八木小織
出典

## てれび戦士 in 宮古島
1996年9月10日 - 12日放送。てれび戦士全員参加の夏休み合宿。舞台は沖縄県宮古島。

### 1996年9月10日（火曜）放送
- 宮古島観光
東平安名崎、みやこパラダイス、トロピカルフルーツパーク
- シュノーケリングに挑戦
てれび戦士が水着に着替え、新城海岸でシュノーケリングに挑戦。
指導を受けた後は真面目にシュノーケリングで魚や珊瑚を観察するメンバーと海で遊びふざけるメンバーに分かれる。最後は鈴木愛可を砂浜に埋める。
- 第23回宮古まつり
てれび戦士が宮古まつりのパレードに乱入して『天才てれびくん』をPR。途中、スコールに遭いびしょ濡れに。
- 1日目夜
てれび戦士が宿泊ホテル近くのビーチで遊ぶ。

### 1996年9月11日（水曜）放送
- 巨大台風接近
パジャマ姿のてれび戦士たちが宿泊ホテルで『NHKニュース9』を視聴。宮古島が平成8年台風第9号の暴風域に入ったことを知り、驚きのリアクション。
翌日朝、宿泊ホテルに缶詰になるてれび戦士。暇をもてあそび、UNOをやったり、ベッドの上で遊びふざける。
- シンシン ターナー イカスミ汁に挑戦
1996年度コーナー「料理対決」のスペシャル版。坂田慎一郎と棚橋由希が宮古島の伝統料理「イカスミ汁」を作る。指導は本村キミ子。
- オカガニ観察
舞台は宮古島のすぐ北にある池間島。地元の池間小学校の児童と一緒にオカガニの産卵を観察する。
バスの移動中に「七絵応援 in 宮古島 カニ編」。天てれスラムキングの応援歌「がんばれ〜世界中のみんなが〜」を熱唱。
当日は1年で最も多くのオカガニが見られる7月の大潮で、千匹以上の群れが浜辺にやってくるはずが、台風9号の影響で1匹しか発見できず。
- 2日目夜
宿泊ホテルの従業員が地元の歌や踊りを披露。てれび戦士も踊りに参加し大盛り上がり。

### 1996年9月12日（木曜）放送
- 七絵応援 in 宮古島 子牛編
- 宮古焼で似顔絵レリーフ作り
キャイ〜ンとてっちゃんのお土産として、3人の似顔絵レリーフを宮古焼で作る。指導は佐渡山正光。
相ヶ瀬龍史と保里優紀が「てっちゃん」、篠原麻里と前田亜季が「天野ひろゆき」、阿部七絵と饗場詩野が「ウド鈴木」を担当。
- ドッジボール大会
池間小学校vsてれび戦士
- スタジオトーク
お土産の宮古焼似顔絵レリーフを披露。
- エンディングテーマ特別編
宮古島の映像とともにてれび戦士が旅の感想。

## めざせスーパーキッズ!!天てれ運動王
『天才てれびくんスペシャル めざせスーパーキッズ!!天てれ運動王』は、『天才てれびくん』の特別番組。
放送日時
NHK教育テレビ
1996年10月10日 体育の日
木曜日 09:00 - 10:00（60分）
収録会場
東京都小平市 小平市民総合体育館
出演者
- キャイ〜ン
- てれび戦士
- 早瀬ちさと
- 工藤兄弟
- 武内由紀子
- 宮前真樹

内容
「どっかーん新記録」や「スラムキング」で優秀な記録を出した全国の子どもたちが大集合。てれび戦士や地元の子どもたちも交えて「3オン3バスケット」など様々な種目に挑戦。
天野ひろゆきがリーダーの「レッド・ヒーローズ」、ウド鈴木がリーダーの「ブルー・ウードーズ」に分かれて競う。
出典

## 年忘れ!天才てれびくん'96
放送日時
NHK教育テレビ
1996年12月31日 大晦日
火曜日 18:00 - 18:50（50分）
内容
1996年度の名シーンや爆笑NGを放送。番組内での対決企画（3on3バスケ、クイズ、釣り、料理）で敗れた相手とのリターンマッチ。ストロベリーパフェ特集。視聴者からのお便りを紹介。
出典

## 風雲ドラQラ城
風雲ドラQラ城（ふううんドラキューラじょう）は、『天才てれびくん』の特別番組。
正式タイトルは『天才てれびくんスペシャル 風雲ドラQラ城〜てれび戦士 危機一髪!!〜』で、1997年1月1日にNHK教育テレビで放送されたテレビ番組。

### 概要
1996年9月より稼働したCT-415スタジオ（2代目バーチャルスタジオ）の機能をフルに生かしたオールCGによるゲームドラマ。
番組構成やタイトルは『風雲!たけし城』のパロディ。関門と称したゲームは、1996年度の「電脳ウォーズQ」を基にしたCGスタジオゲームで構成される。

### 基礎情報
- NHK教育テレビ
- 1997年1月1日 元日
- 水曜日 18:00 - 18:55（55分）
- 出典：[595][596][597]

### キャスト
- ドラQラ城
  - ドラQラ伯爵（演：ルー大柴）
  - ドラQラ伯爵のしもべ（声：鈴木清信）
  - 前田亜季
  - てっちゃん（声：千葉繁）
- 天野チーム
  - 天野ひろゆき
  - 鈴木愛可
  - 生田斗真
  - 佐藤北斗
  - 篠原麻里
  - ジャスミン・アレン
  - ウエンツ瑛士
  - 坂田慎一郎
  - 棚橋由希
- ウドチーム
  - ウド鈴木
  - 栗山祐哉
  - 保里優紀
  - 阿部七絵
  - 大塚清華
  - ジェニファー・ペリマン
  - 伊東亮輔
  - 相ヶ瀬龍史
  - 饗場詩野
- NKKシーホークス
  - 陸川章
  - エリック・マッカーサー
  - 後藤正規
- ナレーション：玄田哲章

### あらすじ
ドラQラ伯爵にさらわれた前田亜季を助けるため、てれび戦士とキャイ〜ンがドラQラ城でゲームを行う。

#### アップルシャッフルQ
- ドラQラ伯爵のしもべ - ウルフン
- 天野チーム

ゲームの内容は「シャッフルクイズ」。

#### スーパーモーフィングクイズ
- ドラQラ伯爵のしもべ - ミイラン
- ウドチーム

#### スーパーガチョンパ!
- ドラQラ伯爵のしもべ - グレートウルフン
- 天野チーム

#### ジタバタアクション
- ドラQラ伯爵のしもべ - グレートミイラン
- ウドチーム

#### 最終関門
- ドラQラ伯爵のしもべ - ハイパーウルラン（ウルフン＋ミイラン）

回転する床の上でバスケットボールのドリブルをしながら渡る。

### スタッフ
- 技術 - 熊谷正志
- 撮影 - 鈴木弘之
- 照明 - 佐野清隆
- 音声 - 西澤貴之
- 映像技術 - 三島由里栄
- 映像効果 - 金子哲也

### 受賞
- ABU賞 1997年子供番組部門大賞

## 天てれ一座旗あげ公演
天てれ一座旗あげ公演（てんてれいちざはたあげこうえん）は、『天才てれびくん』のイベントおよび特別番組の名称。
タイトルロゴによる表記は『天才てれびくんスペシャル 天てれ一座旗あげ公演!』で、1997年2月11日にNHK教育テレビで放送されたテレビ番組。

### 基礎情報
放送日時
NHK教育テレビ
1997年2月11日 建国記念の日
火曜日 09:00 - 10:00（60分）
収録会場
埼玉県三郷市 三郷市文化会館
出演者
- キャイ〜ン
- てれび戦士
- 石塚英彦
- 座長 - てっちゃん（声：千葉繁）
- 会場リポーター - 早瀬ちさと

出典

### スタッフ
- 技術 - 寺島栄宏、渡辺良孝
- 撮影 - 立川勝巳
- 照明 - 柴田雅之
- 音声 - 青山哲也
- 映像技術 - 千葉勝範
- 映像効果 - 金子哲也
- 音響効果 - 長沢紀宏
- デザイン - 近井勉
- CG - 石田英範、赤坂朋弘
- 編集 - 長谷川康友
- 衣装 - 宮下由子
- 構成 - 小川美篤
- 演出 - 越後麻理
- 制作統括 - 中村哲志

### 第一幕 天野茶屋危機いっぱつ!!
江戸時代を舞台にした借金返済オールスタードタバタコメディー。
登場人物
- 天野茶屋
  - 茶屋のおかみ（演：天野ひろゆき）
  - 主人（演：栗山祐哉）
  - 娘（演：棚橋由希）
  - 留学生（演：ジャスミン・アレン）
  - 岡っ引き（演：相ヶ瀬龍史）
  - 岡っ引きの子分（演：阿部七絵）
- 石塚一家
  - 親分（演：石塚英彦）
  - 石塚一家の子分（演：生田斗真、伊東亮輔、ウエンツ瑛士）
  - 追っかけ娘（演：篠原麻里、ジェニファー・ペリマン、前田亜季）
  - 助っ人の先生（演：坂田慎一郎）
- その他
  - 正義の味方 ウドノスケ（演：ウド鈴木）
  - せんべい売りの姉弟〔ウドノスケの子〕（演：保里優紀、饗場詩野）
  - おじぞうさま（演：佐藤北斗）
  - かけおちカップル（演：大塚清華、鈴木愛可）

### 第二幕 ストロベリーパフェ スペシャルライブ
番組で結成したバンド「ストロベリーパフェ」のライブ。持ち歌が少ないため、会場の子どもたちとゲームで対決。

## 天てれ月曜生放送 1997年度
| 生放送 | 1996 - 1997 - 1998 |

『天才てれびくん』1997年度の月曜日に編成された生放送。

### 基礎情報
- 期間：1997年4月8日 - 1998年1月19日
- 時間：月曜 18:00 - 18:25（25分）
- 回数：28回
- 司会：キャイ〜ン

### コーナー
- テレファイターポポゾン
1997年度の視聴者参加ゲームコーナー。基本ルールは前年度の「アマゾン」と同じだが、スペシャルアイテム（ケーキ）の要素が追加された。これを食べると数秒間食べ放題モードとなり、ポイントを増やせるチャンスがある。

### 放送日程
| 回 | 放送日         | 内容                 | ゲスト                         | 脚注    |
| -- | -------------- | -------------------- | ------------------------------ | ------- |
| 01 | 1997年04月07日 | ※番組休止 翌日振替   |                                | [ 600 ] |
| 01 | 1997年04月08日 | 新てれび戦士発表!    |                                | [ 601 ] |
| 02 | 1997年04月14日 | すい星がやってきた   |                                | [ 602 ] |
| 03 | 1997年04月21日 | 新コーナー紹介       |                                | [ 603 ] |
| 04 | 1997年04月28日 | 河相我聞登場         | 河相我聞                       | [ 604 ] |
| 05 | 1997年05月12日 | TT.チャーリー登場    | TT.Charlie                     | [ 605 ] |
| 06 | 1997年05月19日 | お便りイラスト特集   |                                | [ 606 ] |
| 07 | 1997年05月26日 | 池澤春菜登場!        | 池澤春菜                       | [ 607 ] |
| 08 | 1997年06月02日 | 生中継!横浜開港祭    |                                | [ 608 ] |
| 09 | 1997年06月16日 | てれび戦士大活躍!!   |                                | [ 609 ] |
| 10 | 1997年06月23日 | ゲストはあの千秋!    | 千秋                           | [ 610 ] |
| 11 | 1997年06月30日 | つぶやきシロー登場   | つぶやきシロー                 | [ 611 ] |
| 12 | 1997年07月07日 | 七夕だよ全員集合!    | クリスティー・コーサル         | [ 612 ] |
| 13 | 1997年09月08日 | 夏休み思い出特集     |                                | [ 613 ] |
| 14 | 1997年09月15日 | 福岡ドームから中継   |                                | [ 614 ] |
| 15 | 1997年09月22日 | おたよりイラスト特集 |                                | [ 615 ] |
| 16 | 1997年09月29日 | テレビ電話会員発表   |                                | [ 616 ] |
| 17 | 1997年10月13日 | 新エンドテーマ完成   | サンプラザ中野、パッパラー河合 | [ 617 ] |
| 18 | 1997年10月20日 | 登場!!雛形あきこ     | 雛形あきこ                     | [ 618 ] |
| 19 | 1997年10月27日 | 天てれ、賞をもらう!! |                                | [ 619 ] |
| 20 | 1997年11月03日 | ボウリング場生中継   |                                | [ 620 ] |
| 21 | 1997年11月17日 | テレビ電話会員特集   |                                | [ 621 ] |
| 22 | 1997年11月24日 | 岩男潤子と声優特訓   | 岩男潤子                       | [ 622 ] |
| 23 | 1997年12月01日 | ブラビ登場!?         | ブラックビスケッツ             | [ 623 ] |
| 24 | 1997年12月08日 | 今夜はつるっと!?     |                                | [ 624 ] |
| 25 | 1997年12月22日 | お手紙イラスト特集   |                                | [ 625 ] |
| 26 | 1998年01月05日 | 天てれ新春特集!      |                                | [ 626 ] |
| 27 | 1998年01月12日 | 今夜はとらづくし     |                                | [ 627 ] |
| 28 | 1998年01月19日 | ポポゾン大賞決定!    |                                | [ 628 ] |

## 妖怪すくらんぶる
『妖怪すくらんぶる』は、『天才てれびくん』1997年度の火曜日から木曜日に初回放送されたテレビドラマ。

### 基礎情報
- 期間：1997年4月9日 - 1998年1月22日 [注 7]
- 本放送：84回（28週）
- 総集編：14回
- 出典：[629][630]

### キャスト

#### 主要人物
- 小野スズカ（演：井上知香）
- 辻オヅネ（演：相ヶ瀬龍史）
- 坂本平太郎（演：牟田将士）
- 安芸牛坊（演：寺床秀太）
- トン魔（声：園部啓一）
- ジレン魔（声：柴本浩行）
- ノロ魔（声：鈴木清信）
- 山本五郎左衛門（演：KIBA）
- 真野悪五郎

#### その他
- 松川佳以
- 美栄子（演：山中麻由）
- あさ美（演：遠藤あさ美）
- 守山先生（演：金井節）
- 薫（演：倉本薫）
- たまも舞（演：末永遥）

### スタッフ
- ナレーション - 中村秀利
- 脚本 - ひのくまりこう
- 演出 - 川崎郷太
- 共同制作 - 円谷映像

## クイズ ウルティマX
| 年度別 | 1996 - 1997 - 1998 |

### 概要
1997年度金曜日。ジャアクダーによって滅ぼされたキャイ〜ン文明を取り戻すため、ゲームで対決。
参加するてれび戦士は4人。キャイ〜ンの2人もゲームに参加する。ナレーションは中村秀利。
ウド鈴木扮する「未来戦士テンテラス」に対して毎週、プライベートを暴露させる「ウド鈴木私生活クイズ」が出題された。

### 登場人物
キャイ〜ン文明
- ウルティマX（声：高田由美）
- 未来戦士テンテラス（演：ウド鈴木）
- キャイ〜ン戦士（演：てれび戦士）
- 長老アマーノ（演：天野ひろゆき）
ゲームには参加せず、エンディングトークのみ登場。

ジャアクダー軍団
- ジャアクダー（声：中村秀利）
- 怪人アマモーリ（演：天野ひろゆき）
- ゲスト怪人（演：ゲスト出演者）

### 主なクイズ・ゲーム
- ハラハラ・ヒューストン
雲のパネルを踏んで選択し、落下しないようにゴールを目指す運ゲーム。
- ネバネバドンドン
フロア上を動くネバネバを争奪し合う、椅子取りゲーム。1998年度の生放送では「プチネバドン」に改良して継続された。
- ガチョンパG1
音の神経衰弱に加え、新たに隠された漢字を当てる要素がプラスされる。
- ジェスチャーDO!
全身を使ったジェスチャーゲーム。
- 条件反射クイズ
「ロボデルQ」モグラロボットの個数決定ゲーム。3秒以内に解答するで○×クイズ。
- クイズめくってドンピシャ!
「ロボデルQ」モグラロボットの個数決定ゲーム。ゲストにまつわるエピソードクイズにてれび戦士が答える。
- ロボデルQ
マジックフロア上を襲いかかる障害物を避けながら「モグラロボット」を踏みつけるモグラ叩きゲーム。
- 決戦ウルティマX
最終ゲーム。足踏みとコントローラーによってCGキャラクター「ウルティマX」を操作し、ジャアクダーと最終決戦。1998年度から2000年度の生放送では「はがキャラくん」に改良された。

### 放送リスト
| 回 | 放送日         | ゲスト               | 怪人名                   | 脚注    |
| -- | -------------- | -------------------- | ------------------------ | ------- |
| 01 | 1997年04月18日 |                      |                          | [ 631 ] |
| 02 | 1997年04月25日 | 柳沢慎吾             |                          | [ 632 ] |
| 03 | 1997年05月02日 | モト冬樹             |                          | [ 633 ] |
| 04 | 1997年05月16日 | 島崎俊郎             |                          | [ 634 ] |
| 05 | 1997年05月23日 | チャック・ウィルソン |                          | [ 635 ] |
| 06 | 1997年05月30日 | 石塚英彦             |                          | [ 636 ] |
| 07 | 1997年06月06日 | 大澄賢也             |                          | [ 637 ] |
| 08 | 1997年06月20日 | 森末慎二             |                          | [ 638 ] |
| 09 | 1997年06月27日 | 長江健次             |                          | [ 639 ] |
| 10 | 1997年07月04日 | 中島啓江             |                          | [ 640 ] |
| 11 | 1997年07月11日 | 渡辺徹               |                          | [ 641 ] |
| 12 | 1997年09月12日 | 出川哲朗             |                          | [ 642 ] |
| 13 | 1997年09月19日 | ラッキィ池田         |                          | [ 643 ] |
| 14 | 1997年09月26日 | 岡本夏生             |                          | [ 644 ] |
| 15 | 1997年10月03日 | 安岡力也             |                          | [ 645 ] |
| 16 | 1997年10月17日 | アジャコング         |                          | [ 646 ] |
| 17 | 1997年10月24日 | 山崎邦正             | 悪の丁稚小僧ホーセイドン | [ 647 ] |
| 18 | 1997年10月31日 | 布川敏和             |                          | [ 648 ] |
| 19 | 1997年11月07日 | TARAKO               |                          | [ 649 ] |
| 20 | 1997年11月21日 | 西村知美             |                          | [ 650 ] |
| 21 | 1997年11月28日 | 風見しんご           |                          | [ 651 ] |
| 22 | 1997年12月05日 | 稲川淳二             |                          | [ 652 ] |
| 23 | 1997年12月12日 | パンチ佐藤           |                          | [ 653 ] |
| 24 | 1997年12月26日 | コロッケ             |                          | [ 654 ] |
| 25 | 1998年01月09日 | 中山エミリ           |                          | [ 655 ] |
| 26 | 1998年01月16日 | 野村義男             | ギギギの義た男ー         | [ 656 ] |
| 27 | 1998年01月23日 | 間寛平               |                          | [ 657 ] |

## ヨッちゃん 斗真のギター全力投球!!
1997年度放送。ストロベリーパフェの結成に当たり、一人だけ初心者だった生田斗真のために、元ジャニーズ事務所の野村義男がギターのレッスンをしたコーナー。

## 振り付け戦士フリフリマン
1997年度放送。
出演者
- フリフリマン：星野利晴

## ドクター天野の通信簿研究所
1997年度放送。少年時代のゲストの通信簿を基にドクター天野がトーク。
出演
- 所長 ドクター天野：天野ひろゆき
- 研究員：てれび戦士

| ゲスト             | 研究員   | 放送日 |
| ------------------ | -------- | ------ |
| 青田典子           |          |        |
| アニマル梯団       |          |        |
| 安部譲二           |          |        |
| 飯島愛             | 前田亜季 |        |
| 王様               |          |        |
| 大槻ケンヂ         |          |        |
| 大槻義彦           |          |        |
| 大桃美代子         |          |        |
| 奥野史子           | 伊藤俊輔 |        |
| 栗山英樹           |          |        |
| シェイプUPガールズ |          |        |
| 志茂田景樹         |          |        |
| 田嶋陽子           |          |        |
| 舛添要一           |          |        |
| タケカワユキヒデ   | 篠原麻里 |        |

## 笑わん殿下
1997年度。笑わない王子、ウド鈴木を笑わせるためにてれび戦士が一発ギャグ、モノマネ等に挑戦。
ぺろ〜ん
- メンバー：阿部七絵、棚橋由希
- 師匠：げんしじん

ゲスト
- あさりど
- 嘉門達夫
- 剛州
- La.おかき（村山ひとし、飯尾和樹）

## 子連れ狼
1997年度。ウド之介（ウド鈴木）としの吉（饗場詩野）が旅をしながらロケ地でお手伝いするコーナー。

## 挑戦!イトウブラザーズが行く!
1997年度。伊東亮輔、伊藤俊輔の「イトウ」コンビがレーシングカートや水泳に挑戦するコーナー。

## 3年B組天八先生
1997年度。

## 天てれサミット
1997年度。ジャスミン・アレンの国際交流コーナー。

## おしゃべりなベンチ
1997年度。キャイ〜ンとてれび戦士がベンチのセットでプライベートトークを繰り広げるコーナー。

## 天てれ家庭訪問
1997年度。キャイ〜ンがてれび戦士の自宅に突撃家庭訪問。てれび戦士の家族と交流を深める。

## 真夏の大挑戦
1997年9月放送。てれび戦士が夏休みにヨット、ライフセービング、海釣りなどに挑戦した様子を放送。

## ことばの王国
| 期間別 | 初代無印 - ワイド |

1997年度 - 1998年度放送。替え歌、方言、ことわざクイズなどにてれび戦士が挑む。

## 激突!!アマゾン帝国VSウドゾン王国
『天才てれびくんスペシャル 激突!!アマゾン帝国VSウドゾン王国』は、『天才てれびくん』の特別番組。
放送日時
1997年5月3日 土曜09:00 - 10:00 憲法記念日
内容
CGマジックフロアやモーションキャプチャーシステムを使ったクイズ・ゲーム番組。テレビ電話やテレゴングを使った視聴者投票システムなど、生放送ならではの電話による視聴者参加を融合させた。
テレゴングによる電話投票は70万件を超えた。
出典

## めざせ!スーパーキッズ!!天てれ秋の大運動会
放送日時
1997年10月10日 金曜09:00 - 10:00 体育の日
収録会場
福岡県北九州市八幡西区 穴生ドーム
出演者
- キャイ〜ン、てれび戦士、早瀬ちさと、星野利晴、堀尾正明
- 中野浩一、香川伸行、奥山佳恵、中森友香

内容
てれび戦士と地元北九州市の小学生300人が、50m走や一輪車レース、大玉送り、ぬいぐるみリレーなどの楽しい種目で競い合った。
出典

## 大みそかだよ!天才てれびくん（1997年）
放送日時
1997年12月31日 水曜18:00 - 18:54 大晦日
内容
てれび戦士とキャイ〜ンが1997年度を振り返る。「救命戦士ナノセイバー」の撮影裏話。
出典

## 電脳西遊記
『天才てれびくんスペシャル 電脳西遊記』は、『天才てれびくん』の特別番組。

### 基礎情報
- 初回放送
  - 1998年1月1日 木曜 18:00-18:54
- 分割放送
  - 1999年1月4日 月曜 18:00-18:25
  - 1999年1月5日 火曜 18:00-18:25
- 出典：[665][666][667][668][669][670][671]

### あらすじ
1998年1月1日。お正月スペシャルの放送が始まった天才てれびくんのスタジオで、みんなからのお正月プレゼントを開いていた時に、スタジオ中がぽかーんとなってしまった。これをテレビで見ていたのは三蔵法師。三蔵法師はシャカムーニ博士に連絡したところ、その昔、シャカムーニ博士といっしょに研究していた、タイガーうずまき博士の仕業らしいことが分かった。三蔵法師はタイガーうずまき博士による「人類ポカーン計画」を阻止して、天てれを救うべく、すぐさま悟空たちを集めてタイガー要塞を目指した。

### 登場人物
- 孫悟空（演：前田亜季）
- 沙悟浄（演：伊東亮輔）
- 猪八戒（演：海道亮平）
- 白馬天竜（演：生田斗真）
- 三蔵法師（演：ウド鈴木）
- タイガー博士（演：原田大二郎）
- アマノジャック、シャカムーニ博士（演：天野ひろゆき）
- 砂像ブラザーズ（演：工藤兄弟）
- チャーハン大魔王（演：周富輝）
- 砂像小僧（演：饗場詩野、阿部七絵、伊藤俊輔、松浦顕一郎）
- 銅なっテンダーズ（演：ジェニファー・ペリマン、ウエンツ瑛士、相ヶ瀬龍史、橋田紘緒）
- チャーハン大魔王の弟子（演：棚橋由希、ジャスミン・アレン、篠原麻里）

## 天才てれびくんスペシャル in 厚木
『天才てれびくんスペシャル in 厚木』は、『天才てれびくん』の特別番組。
概要
演劇系イベント「ウドー・ザ・キッド〜アマーノタウンの決斗〜」と音楽系イベント「ストロベリーパフェ・ライブ」の2部構成。
放送日時
1998年2月11日 水曜09:00 - 10:00 建国記念の日
収録会場
1998年1月11日 神奈川県厚木市 厚木市文化会館
出演者
- キャイ〜ン
- てれび戦士
- アメリカン鉄道 
  - ヒデ石塚 - 石塚英彦

ウドー・ザ・キッド〜アマーノタウンの決斗〜
アマーノタウンに眠る黄金を巡って繰り広げられるオールスタードタバタコメディー。
ストロベリーパフェ・ライブ
番組で結成したバンド「ストロベリーパフェ」のラストライブ。
出典

## ザ・ゴーストカンパニー
ザ・ゴーストカンパニー（THE GHOST COMPANY）は『天才てれびくん』1998年度の月曜日から木曜日に放送されたドラマ。

### 基礎情報
- 期間：1998年4月13日 - 1998年12月10日
- 出典：[674][675]

### あらすじ
小泉玲子、霞裕太郎の2人が亡くなったおじいちゃんからもらったものは、ゴーストたちが働いている会社だった。その会社の社長となって、ゴーストたちの能力を生かして探偵として会社を立て直していく。

### 登場人物

#### 主要人物
- 小泉玲子（演：杉本文乃）
- 霞裕太郎（演：入沢大聖）
- 千賀ブラッド満（演：立澤真明）
- 富良野健（演：二瓶正也）
- 菊乃（演：穴井夕子）
- 霞岩太郎（演：藤村俊二）
- リー（声：鈴木清信）
- 飛麻呂（声：西村ちなみ）

#### 第1話 私が社長よ!
- 内藤裕也

#### 第2話 憧れの君を探せ!
- 鮫島巧
- 依頼人（演：秋山拓也、伍陸）

#### 第4話 ドラゴン大追跡
- ケンジ（演：豊永利行）
- ペットショップ店員（演：今井彰一）
- 獣医（演：渡辺城太郎）

#### 第5話 ぼくは剣士だ!
- 拓磨の父（演：藤岡弘）
- 拓磨（演：奈良本浩樹）
- 小吾郎（演：天本英世）

#### 第6話 みんなでトラバーユ!?
- 貫太（演：大澤佑介）
- 少年の龍蔵（演：高島朗）

#### 第7話 泣き虫オバケの願い
- ゆかり（演：兵庫ゆかり）
- 徹郎（演：風見真吾）
- シゲル（演：大竹雅樹）

#### 第8話 友情のラストパス
- 安藤一志
- 大川征義

#### 第10話 王子様は宇宙人
- 相ヶ瀬龍史

#### 第11話 ゴーストタクシー
- 運転手（演：嶋田久作、上島竜兵）

#### 第12話 竜巻ダディがやってきた
- 滾（演：KIBA）
- 桜子（演：ダンプ松本）
- 美奈（演：井上知香）
- 警察官（演：千葉繁）
- 吸血鬼（演：TOSHI、与太郎、KATUJI、KENTARO）

#### 第13話 悪ガキはユーレイがお好き
- 恵子（演：阿知波悟美）
- 杉作（演：金井勇太）
- 佐藤刑事（演：たかはし等）
- 村上刑事（演：大森ヒロシ）

#### 第14話 一世一代の大芝居
- 忠治（演：関口真央）
- 先生（演：金井節）
- 源（演：衣川城二）
- 二郎（演：徳永秀勝）
- 鬼塚（演：天乃大介）
- 子分（演：河本裕之）
- 座長（演：沢竜二）

#### 第15話 正義のヒーロー見参
- ゼスター（演：影丸茂樹）
- 棟方記者（演：大滝明利）
- 悪者（演：高橋弘幸、徳永秀勝）
- とみ（演：小代恵子）
- 為吉（演：早川明弘）
- 少年（演：永弘政人、豊留章裕、青柳豊）
- 老婆（演：若原幸）
- 男の子（演：伍陸）
- アナウンサー（演：リサ・ステッグマイヤー）
- 郵便配達（演：依田岳史）
- 泥棒（演：村上貴英、坂本由紀子、越田恭生、倉林稔）

#### 第16話 ゴーストカンパニー解散
- 佐谷（演：長江英和）
- 易者（演：千葉繁）

### 放送日程
1998年放送。
| 話     | サブタイトル             | 初回放送            | 総集編   |
| ------ | ------------------------ | ------------------- | -------- |
| 第1話  | 私が社長よ!              | 04月13日 - 04月16日 | 05月04日 |
| 第2話  | 憧れの君を探せ!          | 04月20日 - 04月23日 | 05月05日 |
| 第3話  | 恐怖のお留守番?          | 04月27日 - 04月30日 | 05月06日 |
| 第4話  | ドラゴン大追跡           | 05月11日 - 05月14日 | 08月14日 |
| 第5話  | ぼくは剣士だ!            | 05月18日 - 05月21日 | 06月08日 |
| 第6話  | みんなでトラバーユ!?     | 05月25日 - 05月28日 | 06月09日 |
| 第6話  | みんなでトラバーユ!?     | 06月01日 - 06月04日 | 06月10日 |
| 第7話  | 泣き虫オバケの願い       |                     | 07月13日 |
| 第8話  | 友情のラストパス         |                     | 07月14日 |
| 第8話  | 友情のラストパス         | 07月15日            |          |
| 特別編 |                          |                     | 10月05日 |
| 第9話  | リーさんの夏休み         |                     | 10月06日 |
| 第10話 | 王子様は宇宙人           |                     | 10月07日 |
| 第11話 | ゴーストタクシー         |                     | 10月07日 |
| 第12話 | 竜巻ダディがやってきた   |                     | 11月09日 |
| 第13話 | 悪ガキはユーレイがお好き |                     | 11月10日 |
| 第14話 | 一世一代の大芝居         |                     | 11月11日 |
| 第15話 | 正義のヒーロー見参       |                     | 12月14日 |
| 第16話 | ゴーストカンパニー解散   | 11月30日 - 12月03日 | 12月21日 |
| 第16話 | ゴーストカンパニー解散   | 12月07日 - 12月10日 | 12月22日 |

### スタッフ
- 脚本 - 野尻靖之、平柳益実
- 演出 - 川崎郷太
- 殺陣 - 林邦史朗、若駒プロ
- キャラクターデザイン - 対比地一正

## 生2ゲームスタジオ
| 生放送 | 1997 - 1998 - 1999 |
| 金曜日 | 1997 - 1998        |

『天才てれびくん』1998年度の金曜日に編成された生放送。

### 基礎情報
- 期間：1998年4月10日 - 1998年12月11日
- 時間：金曜 18:00 - 18:25（25分）
- 回数：24回
- 司会：山崎邦正、リサ・ステッグマイヤー

### 概要
月曜生放送枠と金曜ゲームコーナーを統合した位置づけで「クイズ電脳バトラー」「電脳ウォーズQ」「クイズ ウルティマX」の路線を継承したスタジオ出演者が画面上でプレイヤーとなるゲームが開始された。共通点としてはスタジオCGの床部分が「マジックフロア」となり、そこに広げられるパネルで展開される。

### ゲーム
- プチネバドン
「クイズ ウルティマX」の「ネバネバドンドン」をリニューアルしたゲームだが、ルール・内容は変わらず椅子取りゲームをCG化させたもので、「マジックフロア」上を動き回る「ネバドン」を奪い合う。
- はがキャラくん
1999年度-2000年度まで継続。「クイズ ウルティマX」の「決戦ウルティマX」を改良リニューアルしたゲームで、視聴者からオリジナルキャラクターのイラスト（官製はがきの裏側に描く）を募集し、その中から選んだ投稿者（一般視聴者）のイラスト同士で格闘技方式の対決を行う。はがきはスタジオに掲示したイラストを集めたボードの中央にあるポストに投函すると、そこから飛び出すように画面上に現れる。電話機の1番を押すとパンチ、8番を押すとキックができ、スタジオのてれび戦士もコントローラーで操作。もう1人のてれび戦士が足踏みをすることでパワーが溜まり、たまったところで投稿者が電話機の5番を押すとビームが出る。画面上部のゲージが0になり、相手が戦闘不能（画面上では「ただの紙切れ」に戻り、ひらひらと落ちる）となった時点でゲージが残っている方の勝利となる。
- フンダバダーHI!
「マジックフロア」に広げられるパネルを出演者が踏んで赤か青かを揃える神経衰弱ゲーム。パネルの中には「ラッキーカード」と「ジョーカーカード」が1枚ずつ隠されており、それが勝敗の分け目にもなる。
- ポポゾンポポゾン
基本ルール・ゲーム方法は前年度までの「ポポゾン」と一切変えず、タイトルのみ改められた。

### 放送リスト
| 回 | 放送日         | ゲスト                                         | 脚注    |
| -- | -------------- | ---------------------------------------------- | ------- |
| 01 | 1998年04月10日 | 林家こぶ平                                     | [ 676 ] |
| 02 | 1998年04月17日 | 松村邦洋                                       | [ 677 ] |
| 03 | 1998年04月24日 | チャック・ウィルソン                           | [ 678 ] |
| 04 | 1998年05月01日 | 村田和美                                       | [ 679 ] |
| 05 | 1998年05月15日 | ドミンゴス                                     | [ 680 ] |
| 06 | 1998年05月22日 | 島崎和歌子                                     | [ 681 ] |
| 07 | 1998年05月29日 | つぶやきシロー                                 | [ 682 ] |
| 08 | 1998年06月05日 | 出川哲朗                                       | [ 683 ] |
| 09 | 1998年06月19日 |                                                | [ 684 ] |
| 10 | 1998年06月26日 | 種ともこ                                       | [ 685 ] |
| 11 | 1998年07月03日 | 大仁田厚                                       | [ 686 ] |
| 12 | 1998年07月10日 | クリスティー・コーサル                         | [ 687 ] |
| 13 | 1998年09月11日 |                                                | [ 688 ] |
| 14 | 1998年09月18日 |                                                | [ 689 ] |
| 15 | 1998年09月25日 | 池澤春菜、くまいもとこ、津久井教生、豊口めぐみ | [ 690 ] |
| 16 | 1998年10月02日 | ドミンゴス                                     | [ 691 ] |
| 17 | 1998年10月16日 |                                                | [ 692 ] |
| 18 | 1998年10月23日 | 猿岩石                                         | [ 693 ] |
| 19 | 1998年10月30日 | 杉本文乃、入沢大聖、穴井夕子、二瓶正也         | [ 694 ] |
| 20 | 1998年11月06日 |                                                | [ 695 ] |
| 21 | 1998年11月20日 |                                                | [ 696 ] |
| 22 | 1998年11月27日 |                                                | [ 697 ] |
| 23 | 1998年12月04日 |                                                | [ 698 ] |
| 24 | 1998年12月11日 | 冨永みーな                                     | [ 699 ] |

## 卓球一直線
1998年度の水曜日に放送。
出演者
- 指導：渋谷浩
- 伊藤俊輔、中村美佳

## TTKダンスプロジェクト
1998年度の木曜日に放送。
出演者
- ヘッドコーチ：T-ASADA
- 松浦顕一郎、安藤奏、佐久間信子、谷口紗耶香、前泊理花

## 海道がゆく
1998年度。海道亮平とげんしじんが東海道を旅しながら歴史を学ぶ。

## GO!GO!てれび戦士
1998年度。てれび戦士の活躍にスポットを当てるロケコーナー。

## TTKインテリジェンス
1998年度。「真の知識は盗んでも手に入れろ」を合言葉に、素朴な疑問をてれび戦士が解く。

## 黄金のたこ焼き
1998年度。「外はサクっ、中はフワっ」なたこ焼きを作るべく、橋田紘緒、海道亮平、田中樹里の関西てれび戦士が大阪でたこ焼き修行に挑む。

## 動物さんいらっしゃ〜い
1998年度。スタジオにてれび戦士のペットを持ち寄って獣医さんとトークするコーナー。
出演者
- 指導：三上昇

## メジャーリーグ
1998年度。自分の勘を頼りに物事を計るスタジオゲームコーナー。シンパンマンの初登場コーナーでもある。

## FAX習字大賞
| 年度別 | 1998 - 1999 |

1998年度放送。毎回様々なテーマに沿った書道を視聴者からFAXで募集し紹介する。
- 審査員：清水ミチコ

## 牧場へGO!
1998年度。司会者とてれび戦士全員が静岡県朝霧高原へ。バター＆ソーセージ作り、羊の毛刈り等、大自然に触れ合う。

## 北海道大調査
1998年9月放送。司会者とてれび戦士全員が北海道へ。気球＆カヌー体験から、食材集めまで様々なミッションに挑む。

## ゲームバトル守れ!こどもの日
『天才てれびくんスペシャル ゲームバトル守れ!こどもの日』は、1998年5月4日にNHK教育テレビで放送される予定だったテレビ番組。

### 予定されていた内容
5月の祝休日に編成される『天才てれびくん』特別番組「生放送ゲームスペシャル」の第4弾。
放送日時
NHK教育テレビ
1998年5月4日 振替休日〔憲法記念日〕
月曜日 09:00 - 10:00（60分）
出演者
- 司会：山崎邦正、リサ・ステッグマイヤー
- ゲスト：池乃めだか

出典

### 放送中止の経緯
1998年5月4日8時40分43秒に石垣島南方沖地震による津波警報が発令され、NHKのテレビ・ラジオ7波で「全波全中」の報道特別番組に切り替えた。NHK教育テレビでは津波警報が解除された11時15分まで放送され、番組は放送中止となった。生放送番組だったため振替放送されず、1998年5月15日の金曜生放送で経緯を説明した。
出典

## 守れ!黄金の耳かき
『天才てれびくんスペシャル in 佐野 守れ!黄金の耳かき』は、『天才てれびくん』の特別番組。
放送日時
- 初回放送
  - 1998年10月10日 土曜09:00 - 10:00 体育の日
- 完全版（全3回 通常放送枠）
  - 1999年01月06日 水曜18:00 - 18:25
  - 1999年01月07日 木曜18:00 - 18:25
  - 1999年01月08日 金曜18:00 - 18:25

収録会場
1998年9月13日 栃木県佐野市 佐野市文化会館
あらすじ
ヤマザキコンツェルンの会長は家宝の“黄金の耳かき”を呼び物にパーティーを開催するため、準備に大忙し。そんな中、「今夜0時、黄金の耳かきをいただきに参上する」との手紙が届く。会場に潜む脅迫犯を探しだす。
歌
- 恋はあせらず/ジャスミン・アレン
- 8cm/ウエンツ瑛士
- JUMP/ダーブロウ有紗、ドミンゴス
- YAKINIC GO GO/松川佳以
- YOU ARE MY DREAM/中田あすみ、佐久間信子
- 君にクラクラ/てれび戦士 with 山崎邦正&リサ・ステッグマイヤー、ドミンゴス

出演者
- ヤマザキコンツェルン
  - ジャスミン・アレン
  - 取締役ヤマザキ（山崎邦正）
  - リサ・ステッグマイヤー
  - メイド（佐久間信子）
  - 執事（ジェームス・マーティン）
  - シェフ（海道亮平）
- オフィスターナー
  - ウエンツ瑛士
  - 社長タナハシ（棚橋由希）
- 天てれ署
  - かっぱ警部、通天閣刑事タナカ（田中樹里）
  - たこやき刑事ハシダ（橋田紘緒）
- 招待客
  - げんしじん
  - 宝石商マツカワ（松川佳以）
  - 外科医マツウラ（松浦顕一郎）
  - 格闘家ヤマモト（山元竜一）
  - 卓球クイーン（中村美佳）
  - 占い師ウラナオー・アリサ（ダーブロウ有紗）
  - バックバンド（吉田一休）
  - ダンサー・ナムロサヤカ（谷口紗耶香）
  - ナムロのコーチ（T-ASADA）
- 主婦
  - アイバ（饗場詩野）
  - マエドマリ（前泊理花）
- TV局
  - レポーター（中田あすみ）
  - カメラマン（伊藤俊輔）
- 声の出演
  - TKくん、てっちゃん（千葉繁）

出典

## 大みそかだよ!天才てれびくん（1998年）
放送日時
1998年12月31日 木曜18:00 - 18:54 大晦日
内容
1998年度の名場面・珍場面大集合。山元竜一の鹿児島ひとり旅など、てれび戦士が思い出を語る。ドラマ「ザ・ゴーストカンパニー」のNG名珍場面集も放送。
出典

## お正月だよ!天才てれびくん 正月って何だ てれび戦士全国大調査
放送日時
1999年1月2日 土曜 17:00-17:59
内容
お正月に関する伝統文化や民族風習をてれび戦士が調査する。
大餅つきや羽子板作り、日本に住む外国人の正月行事などを体験。スタジオでは全国の雑煮の食べ比べやこま回しに挑戦した。
出演者
- 解説：神崎宣武

出典

## 天才てれびくん1000回記念

### 概要
『天才てれびくん』1998年度最後の「オリジナル週」に放送された特別企画。番組6年間の歴史を振り返る内容で、『天才てれびくん』（初代無印）の実質最終回企画。
放送された過去VTRはダチョウ倶楽部とキャイ〜ン司会時代（1993年度 - 1997年度）のものであり、最終年度（1998年度、山崎・リサ司会）のVTRはスタジオトーク中に小画面で放送される程度だった。3日目（水曜）は6年間の歴代てれび戦士42人中38人がスタジオ出演した。
「1000回記念」の翌週月曜から年度末総集編を放送。1999年度初回の1999年4月5日より『天才てれびくんワイド』に改題した。

### 基礎情報
- 期間：1999年2月1日 - 1999年2月5日
- 時間：月曜 - 金曜 18:00-18:25（通常放送枠）
- 出典：[717][718][719][720][721]

### 出演者
1998年度出演者（すべての回に出演）
- 司会
  - 山崎邦正、リサ・ステッグマイヤー
- てれび戦士
  - ウエンツ瑛士、ジャスミン・アレン、伊藤俊輔、棚橋由希、松川佳以、橋田紘緒、海道亮平、ジェームス・マーティン、松浦顕一郎、田中樹里、安藤奏、饗場詩野、中田あすみ、ダーブロウ有紗、佐久間信子、山元竜一
- CGキャラクター
  - TKくん（声：千葉繁）

過去の出演者
- 司会
  - ダチョウ倶楽部（火曜、水曜にスタジオ出演）
  - キャイ〜ン（木曜にVTRコメント）
- 卒業てれび戦士
  - すべての回にスタジオ出演
    - 栗山祐哉

  - 月曜から水曜にスタジオ出演
    - 小林一裕、清野努、中條慎太郎、田原加奈子、須山彩、山口美沙

  - 水曜にスタジオ出演
    - 小林三義、斉藤拓実、漆野友美、渋谷桃子、三星眞奈美

  - 水曜から金曜にスタジオ出演
    - 相ヶ瀬龍史、阿部七絵、生田斗真、坂田慎一郎、佐藤北斗、大塚清華、篠原麻里、鈴木愛可、ジェニファー・ペリマン、保里優紀

  - VTRコメント出演
    - ジェニファー・ハースト（月曜）、クリスティー・コーサル（月曜）、伊東亮輔（水曜）、前田亜季（水曜、木曜）
- CGキャラクター
  - てっちゃん（声：千葉繁）

### 1999年2月1日 月曜
天才てれびくんの歴史〜てれび戦士の長い旅〜
番組設定の振り返り。テレゾンビとてれび戦士の戦いはダチョウ倶楽部が司会のメディアタワー、メディアステーション、メディア砂漠の3年間だけではなく、キャイ〜ンが司会のパラレルワールド、山崎・リサが司会のエエカゲンニ星でも継続されていることが説明される。
初代てれび戦士 登場
栗山祐哉、小林一裕、清野努、中條慎太郎、田原加奈子、須山彩、山口美沙がスタジオ出演。
これが天才てれびくん第1回放送だ
第1回1993年4月3日のおあいこトリオ初登場シーンとてれび戦士の自己紹介をVTR放送。
初代てれび戦士 活躍編 パート1
中條慎太郎
- 歌が大の苦手。マメカラで「タイムマシンで行こう」を熱唱。隣の加奈子が苦笑い。
- バスケでナイスシュート
- ロッククライミングに挑戦（1993年5月19日）
- ヒーロー博士に扮した寺門に対して、中條「グースケだろ!」、寺門「私はヒーロー博士だ!」、中條「ほんとはヒーロー博士じゃないんだろ!?」、寺門「バカなこと言うな」、中條「そっちの方がバカだよ!」（1993年7月14日）
- 神父の姿で十字架を持った肥後が「もういくつねるとクリスマス」と歌う予定が「もういくつねると」の段階で「それはお正月の歌だろ!?」と中條がつっこみ、「早いな、つっこみが」と肥後（1994年12月12日）

須山彩
- 「私の愛を受けとめて」（1993年9月9日）
- 「プロフェッショナルの道 バスガイドに挑戦」（1993年10月26日）
- 怖い話で栗山にしがみつく

ジェニファー・ハースト
- ジェニファーによる英語レッスン
- 「ともだち100人できるかな」（1994年5月11日）
- 俳句「秋深き どうしてあきだけ ふかくなる」（1995年10月26日）

清野努
- 清野の投げキッス（1993年9月20日）
- 「冒険ジパング」温泉に入るための着替え中に隠していたタオルが落ちかける（1995年4月7日）
- 「清野努のパントマイム入門」（1993年10月25日）
- 「バナナのたたき売りに挑戦!」（1993年9月21日）

初代てれび戦士 活躍編 パート2
田原加奈子
- 「ケーキ作りに挑戦」（1993年5月18日）
- ゲストの女子プロレスラー工藤めぐみに「プロレスって何?」と質問（1993年10月27日）

栗山祐哉
- ヒキガエルを手づかみでスタジオに持ち込み、女子戦士がパニック。
- 「空中ブランコに挑戦」（1993年6月28日）
- 「栗山イルカと泳ぐ」（1994年10月26日）

山口美沙
- 「エレベーターガールに挑戦」（1993年6月23日）
- 「天てれPR作戦」『進め!電波少年』にアポなしで番組宣伝を申し込む（1993年4月7日）
- 「美沙ヘビをつかむ」（1994年11月9日）

小林一裕
- 「ボディーボードに挑戦」（1994年9月14日）
- 「小林のやせましょう」（1993年4月12日）

ジェニファー・ハースト、クリスティー・コーサルのVTRコメント
ポコ・ア・ポコ
クリスティー・コーサルの活躍編で「ポコ・ア・ポコ」の特集。
- 第1週 何も楽器ができず、ショルダーキーボードは、持っているだけ・・・（1993年4月12日 - 15日）
- 第5週 早弾きも、できるようになった!（1993年6月21日 - 24日）
- クリマカーユ「がんばってダーリン!」（1994年9月14日）
- ドレミファキッズ
  - 「ダイヤモンド」（1993年9月27日 - 30日）
  - 「ライディーン」（1993年10月11日 - 14日）

司会者の祖先を紹介
1日目の終了間際にダチョウ倶楽部が声だけの出演。
エンディング
「You You You」（1993年度）

### 1999年2月2日 火曜
初代司会者、ダチョウ倶楽部 登場
初代てれび戦士の「ムッシュムラムラ、ストッピング!」の掛け声でスタジオに登場。
ダチョウ倶楽部は天才てれびくんでは名前がちがった!
おあいこトリオ（チョッキー、パータン、グースケ）の名前の由来や放送開始半年間は首から上だけの出演だったことを紹介。
おあいこトリオ 活躍編〜体はってがんばりました〜
毎週すごい特技を持つ小学生を探して全国を訪れていた「ウ〜・ウオンテッド!」の特集。
- シンクロナイズドスイミング（1995年6月13日）
- レスリング（1995年5月23日）
- カヌー（1995年6月27日）
- 体操（1995年4月6日）
- なぎなた（1995年10月10日）
- 相撲（1995年5月16日）

スタジオではてれび戦士を相手に体を張って笑わせる。
- 首から上しか衣裳がないとき、ケーキを加奈子に食べさせてもらい、顔はケーキの粉やクリームがついて戦士は爆笑。（1993年5月18日）
- 上島がジェニファーと一緒にローラーブレードをスタジオでやった時はころがりぶつかったり。 （1994年6月29日）
- 肥後が逆さにされて限界に達しておなら。（1993年9月30日）

天てれ運動会〜みんなに会えてうれしかった〜
- 「運動会だよ!天才てれびくん」（1995年10月10日）

公開イベントについてのスタジオトーク
スタジオトーク中に小画面で放送
- 「守れ!黄金の耳かき」（1998年10月10日）
- 「ウドー・ザ・キッド」（1998年2月11日）
- 「お正月だよ!天才てれびくん」（1995年1月1日）

「お正月だよ!天才てれびくん」（1995年1月1日）での栗山の寒いギャグをVTR放送。
歴代CGキャラクター紹介
- てっちゃん
  - 「てっちゃん人形 風雪流れ旅〜津軽海峡編〜」（1994年12月14日）

- 玉三郎（1995年度）
- てつまろ＆お父様てっちゃん（1997年度）

スタジオトークで肥後・寺門が「てっちゃんは実在する、CGまんまの顔、武田鉄矢が腐ったような」
天才てれびくん 栄光の紅白出場
『第44回NHK紅白歌合戦』（1993年12月31日）のおあいこトリオとてれび戦士の出演部分をVTR放送。
ウエンツ瑛士がバックダンサーとして紅白出演した部分をVTR紹介。
エンディング
「ガンバレ!アインシュタイン」（1995年度）

### 1999年2月3日 水曜
1995年度てれび戦士 登場
相ヶ瀬龍史、小林三義、斉藤拓実、阿部七絵、漆野友美、渋谷桃子、三星眞奈美がスタジオ出演。
'95新人てれび戦士 紹介編
CGキャラクターの玉三郎による新人てれび戦士紹介（1995年4月25日 - 4月28日，5月9日 - 5月12日）をVTR放送。
1996年度てれび戦士 登場
生田斗真、坂田慎一郎、佐藤北斗、大塚清華、篠原麻里、鈴木愛可、ジェニファー・ペリマン、保里優紀がスタジオ出演。
'96新人てれび戦士 紹介編
1996年度新人てれび戦士の自己紹介（1996年4月8日）をVTR放送。
前田亜季、伊東亮輔のVTRコメント
挑戦!てれび戦士 名場面
1995年度、1996年度てれび戦士の活躍編。
- 「斗真、刀鍛冶に入門」（1996年6月18日）
- 「保里、女子プロレス入門」（1996年7月2日）
- 「渡嘉敷勝男さんとボクシング」（1996年6月19日）
- 「愛可、サーフィンに挑戦」（1996年12月4日）
- 「七絵、宇宙飛行士の訓練」（1996年10月22日）
- 「ダチョウ倶楽部をぶっとばせ」（1995年9月26日）番外・斉藤拓実の名NGシーン「山梨、広島、宮崎」が言えない。

天てれアニメ紹介〜アニメと実写が合体だ〜
- 「恐竜惑星」（1993年度）
- 「ジーンダイバー」（1994年度）
- 「救命戦士ナノセイバー」（1997年度）

清野が一回だけアニメに変身〜恐竜惑星〜
「恐竜惑星」で清野が一回だけアニメなった回（1993年10月5日）をVTR放送。
エンディング
「キミはステキさ!ベイビーメイビー」（1996年度）

### 1999年2月4日 木曜
キャイ〜ンのVTRコメント
ウエンツ瑛士がリポーターとなり、当時の天てれについてキャイ〜ンがコメント。
キャイ〜ン名場面集
- 「クイズウルティマX」（1997年6月27日，1997年6月6日）
- 「ゆけゆけジャーニーズ 天野さんのお家へ」（1996年9月11日）
- 「ゆけゆけジャーニーズ ウドさんのお家へ」（1996年9月18日）
- 「おしゃべりなベンチ」（1997年12月4日）
- 「ジャスミン・俊輔の天野家襲撃! PART III」（1998年1月8日）
- 「天てれ家庭訪問 〜ジャスミン・アレンの巻〜」（1997年6月3日 - 6月4日）

キャイ〜ン欠席!斗真のドキドキ生司会編
飛行機の遅れでキャイ〜ンが欠席した生放送の回（1997年11月3日）をVTR放送。
天てれドラマ紹介
- 「転校生マオ」（1994年度前期）
- 「ミステリーの館」（1994年度後期）
- 「悪夢の王」（1995年度前期）
- 「妖怪すくらんぶる」（1997年度）

ミステリーの館 悪夢の王 名場面編
- 「ミステリーの館」最終回（1995年1月26日）と前田愛のVTRコメント
- 「悪夢の王」最終回（1995年7月7日）と前田亜季のVTRコメント

エンディング
「Be All Right!!」（1997年度）

### 1999年2月5日 金曜
ビッグなゲスト登場!名場面集
- この人に会いたい
  - SMAP（1994年4月18日）
  - 草彅剛（1995年5月29日）
  - 和田アキ子（1994年4月25日）
  - 間寛平（1994年10月17日）
  - 藤子・F・不二雄（1994年11月7日）
  - 緒方恵美（1995年5月22日）
  - 緑川光（1995年10月30日）
  - KinKi Kids（1995年4月24日）
- キャイ〜ン司会時代のゲスト
  - Mr.マリック（1996年5月15日）
  - 雛形あきこ（1997年10月20日）
  - ブラックビスケッツ（1997年12月1日）
- スタジオトーク中に小画面で放送
  - 松村邦洋（1998年4月17日）
  - 冨永みーな（1998年12月11日）

天てれ名物 クイズ&ゲームコーナー集
- デカムワールド、モーフィングクイズ、透明人間ジェスチャー、ネバネバドンドン、ガチョンパG1、ロボデルQ、ハラハラ・ヒューストンのコーナーを紹介。
- 「クイズウルティマX」最終回（1998年1月23日）

山崎邦正 ウルティマX奮闘編?
現在（1998年度）の司会者、山崎邦正が『悪の丁稚小僧 ホーセイドン』として「クイズウルティマX」に出演した回（1997年10月24日）をVTR放送。
文字の迷宮に挑戦
現役てれび戦士と卒業てれび戦士が「文字の迷宮」（1995年度 - 1996年度）でクイズ対決。
天てれバンド ストロベリーパフェ〜誕生から最後のライブ〜
天てれから誕生したバンド「ストロベリーパフェ」の特集。
- 演奏練習（1996年9月9日）
- バンド名決定（1996年10月14日）
- 「ヨッちゃん 斗真のギター全力投球!!」（1997年5月27日）
- 「ウドー・ザ・キッド」 ラストライブ（1998年2月11日）

CGキャラクター「てっちゃん」の感謝コメント
エンディング
「BANG BANG BANG」（1997年度）